# 2019年8月31日香港示威
2019年8月31日香港反對逃犯條例修訂草案示威活動，是反對逃犯條例修訂草案運動中的一次示威活動。示威最初只有於灣仔修頓球場舉行的「為香港罪人祈禱大遊行」（亦稱為「召集十萬基督徒為香港罪人祈禱大遊行」）與「驅魔大集會」兩個反對逃犯條例修訂草案的宗教活動，及後演變成香港島北部上環站至天后站的環迴遊行，最後演變成香港島北部與九龍油尖旺區的大型警民衝突，其中就包括太子站「8·31」襲擊事件等。示威者在當日投擲了過百枚汽油彈。警方發射了241發催淚彈、92發橡膠彈、1發布袋彈、10發海綿彈。

## 背景

### 831決定5周年
2019年8月31日為全國人民代表大會831決定5周年，民間人權陣線計劃舉辦「人大8.31落閘五周年遊行」，要求撤回831決定。警方於8月29日以「維護公共安全、公共秩序及保護他人權利和自由」為理由向民陣發出反對通知書，反對民陣於8月31日舉辦遊行集會，上訴失敗後，民陣正式宣布取消有關活動。網上則有人發起舉行「宗教遊行」，并認爲宗教活動無須申請不反對通知書。警方則澄清稱30人以上的宗教游行仍須按《公安條例》向警方通知。

### 緊急法律傳聞
有傳言指政府或會引用《緊急情況規例條例》（緊急法）處理當前局面。特首林鄭月娥在27日回答記者提問時指「所有香港的法律，如果能夠提供一個法治的手段來止暴制亂，特區政府都有責任去看看」。now新聞台聲稱行政會議曾討論視乎8月31日示威活動的情況決定是否引用《緊急法》。環球時報社評指「探討動用《緊急法》是香港社會朝著依法止暴制亂邁出的正確一步」。

## 過程

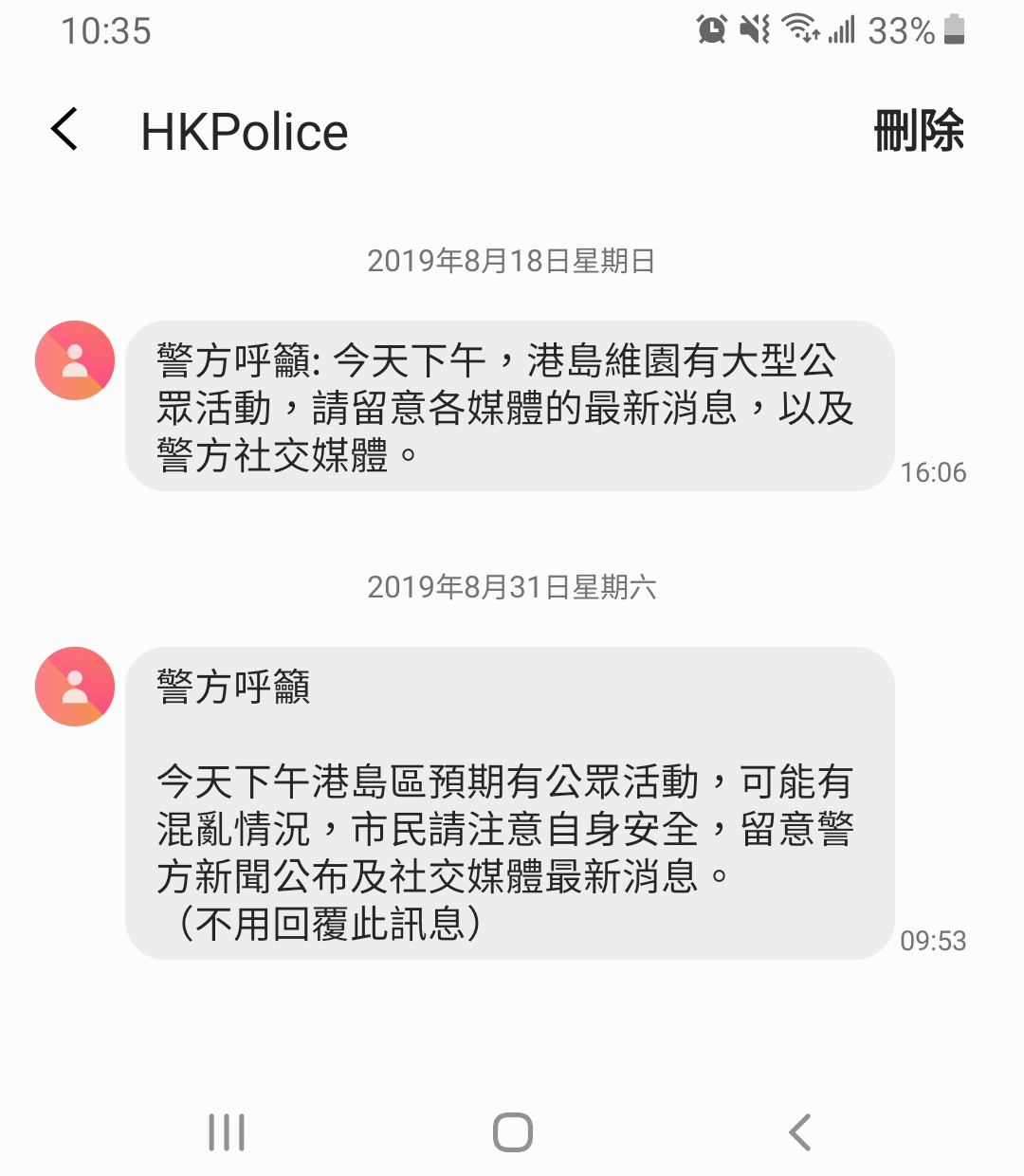
示威前夕香港手機用戶收到的警方訊息

### 龍翔道山上現「撤回人大831」直幡
早上6時許，警方接報市民在龍翔道豐力樓對上山邊掛起兩條直幡，寫上「我要真普選」及「撤回人大831」，消防其後派人上山拆除。

### 港鐵關閉西營盤站
因應港島區的公眾活動，港鐵經風險評估及與政府相關部門溝通後，由下午1時半起關閉鄰近中聯辦的西營盤站，列車亦不停該站。

### 示威者集合

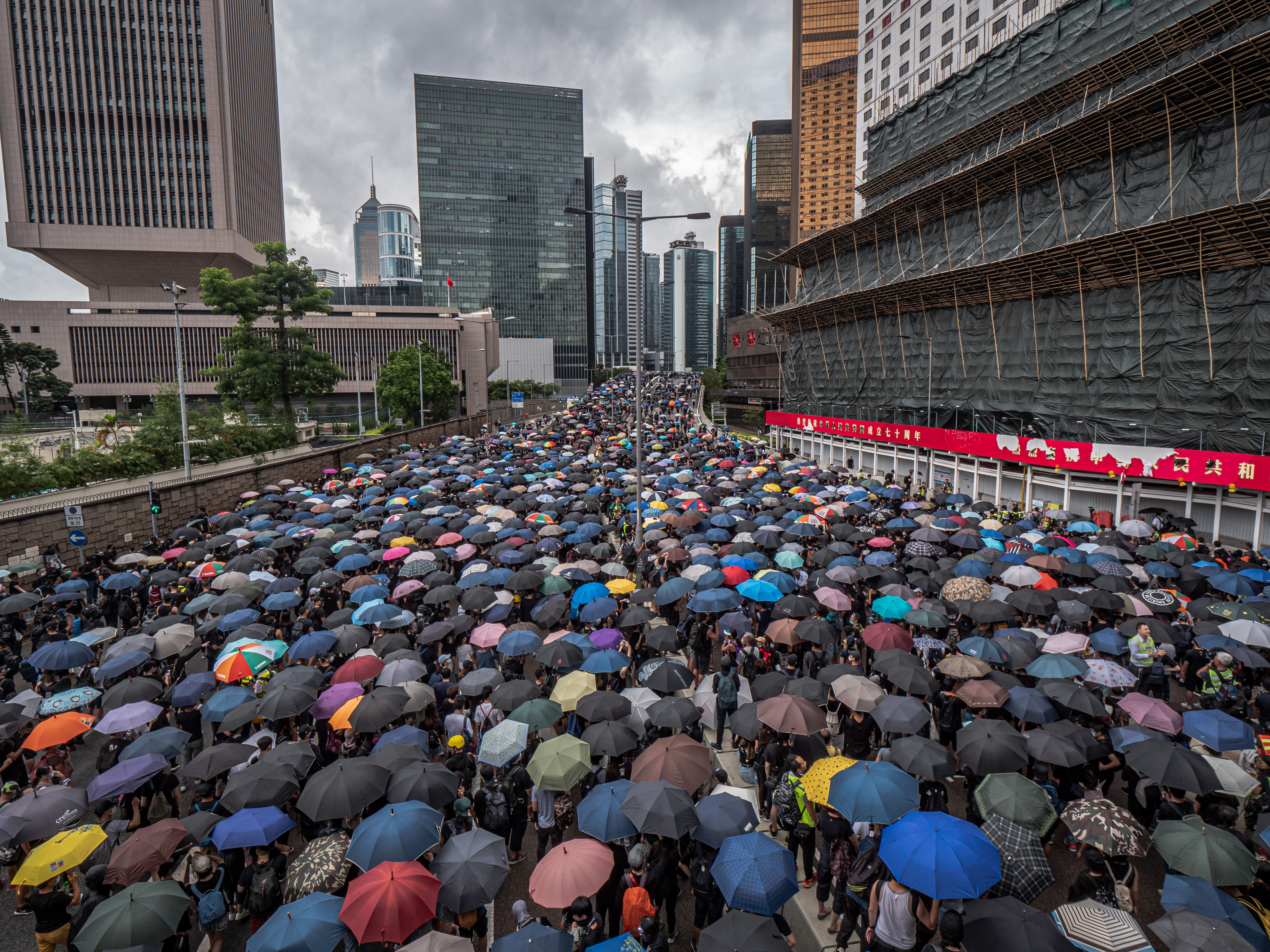
干諾道中示威者，右方正在進行拆卸工程的和記大廈原掛上紅色橫額慶祝國慶70周年，其後遭示威者破壞

有信奉天主教的網民以宗教集會毋須申請為由，發起下午1時的「召集十萬基督徒為香港罪人祈禱大遊行」，計劃由灣仔修頓球場遊行至上亞厘畢道。由中午時分起，約數千名示威者在修頓球場看台聚集，合唱「Sing Hallelujah to the Lord」等聖詩。警方一度舉旗，宣稱示威者正在參與違法行為。現場集會人士向警察高呼「黑社會」，其後警員離開。
下午1時多，示威者出發遊行至中環一帶，到2時部分人士抵達聖約翰座堂祈禱。同一時間，民陣遊行的集合地點遮打花園及銅鑼灣軒尼詩道亦站滿人，示威者高呼口號。到下午3時，德輔道中行車線被大批市民佔據，另一批示威者在干諾道中聚集，並以雪糕筒堵路。其後有遊行人士認為西環該處有大量警察戒備較為危險，之後決定改往金鐘夏愨道方向前進。期間有飛行服務隊直升機在中環上空盤旋。游行期間有人拉起「赤納粹」、「共產黨你都好信？」橫額。

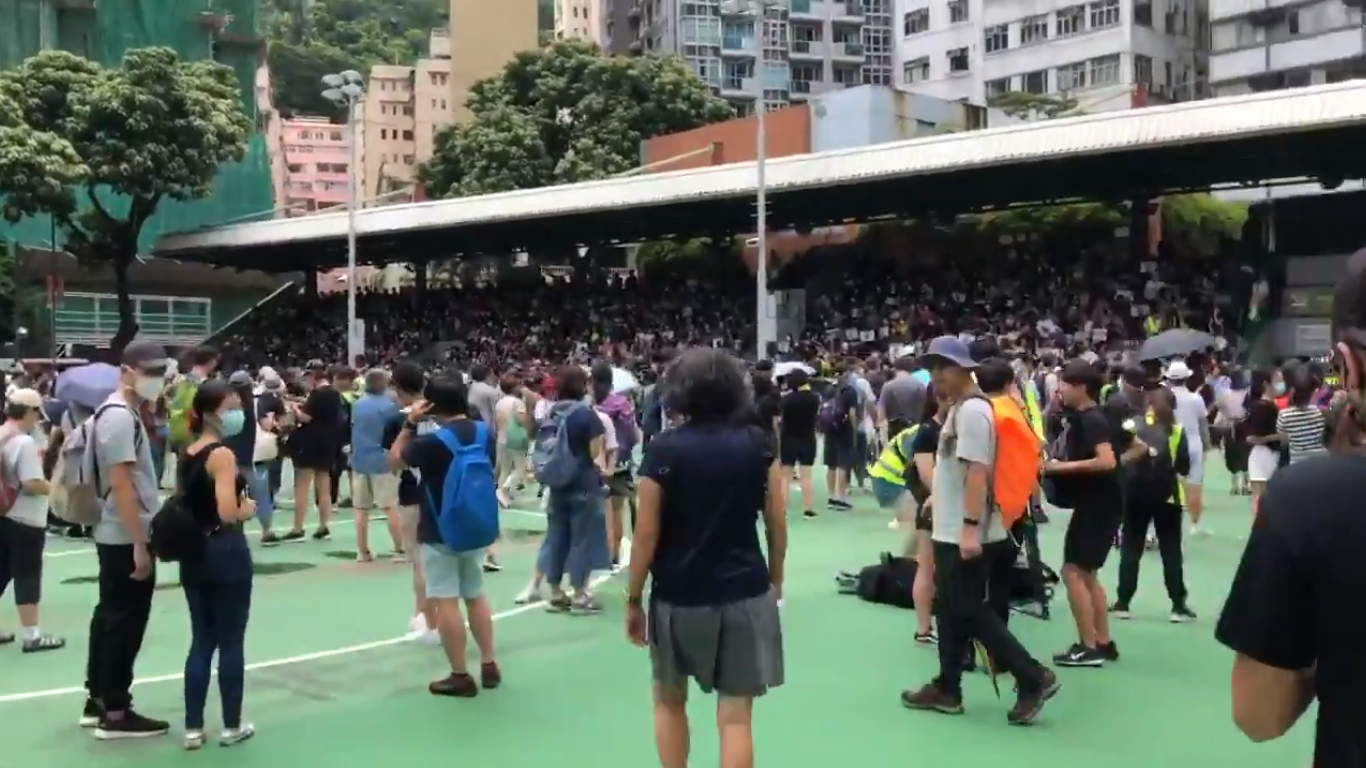
灣仔修頓球場有數千人聚集
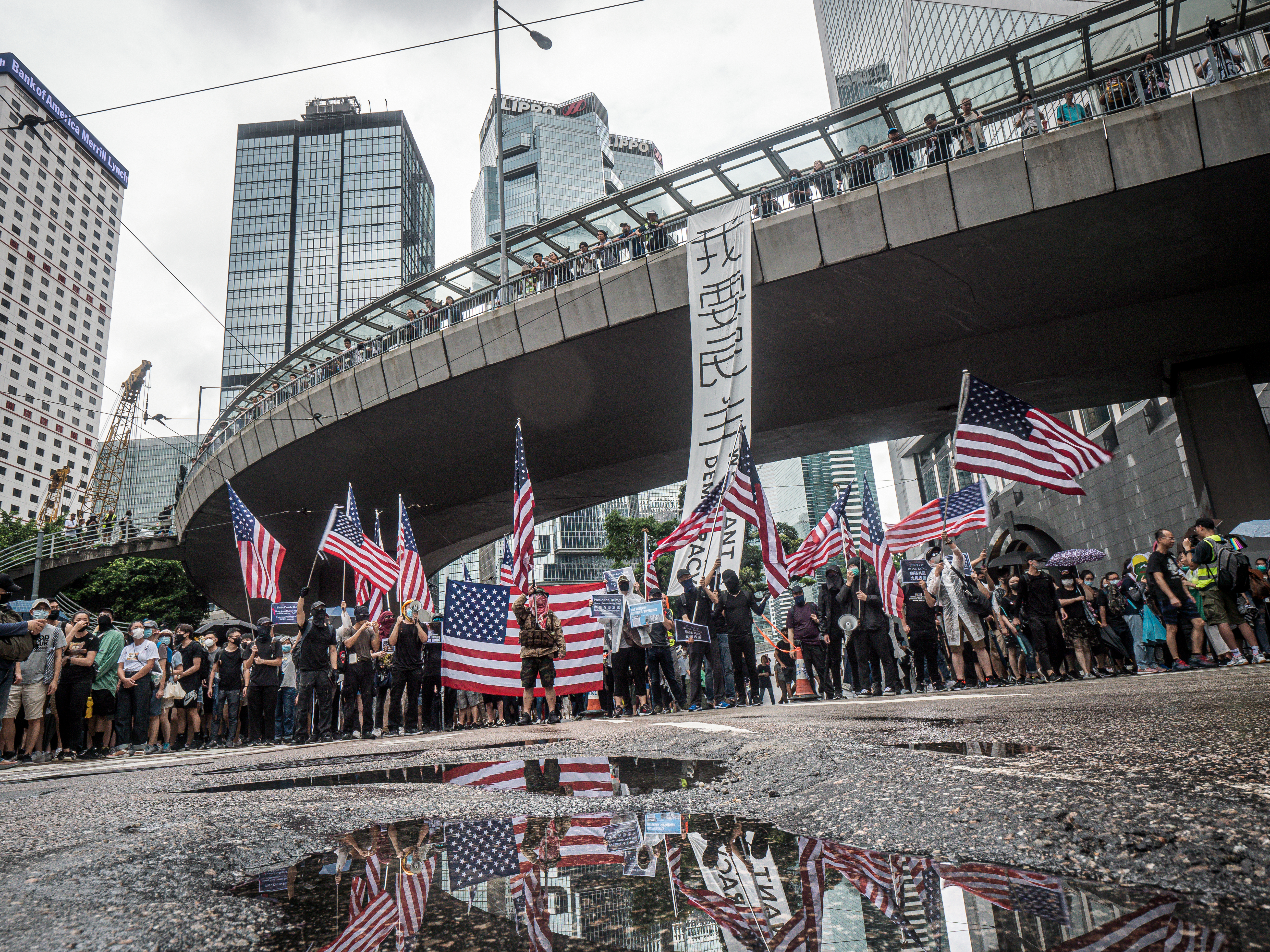
再有示威者舉起美國旗
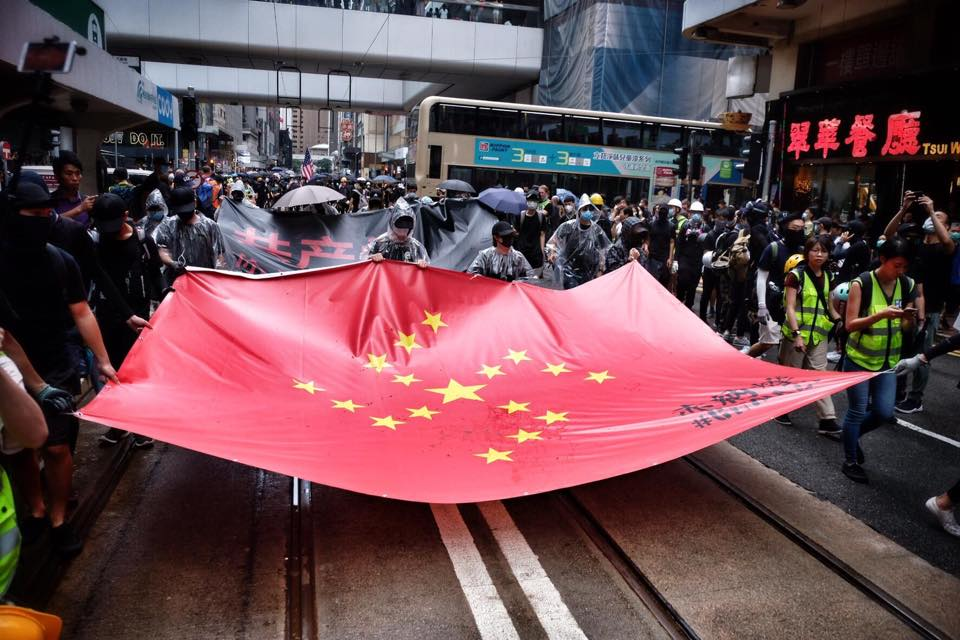
有示威者拉起「赤納粹」橫額
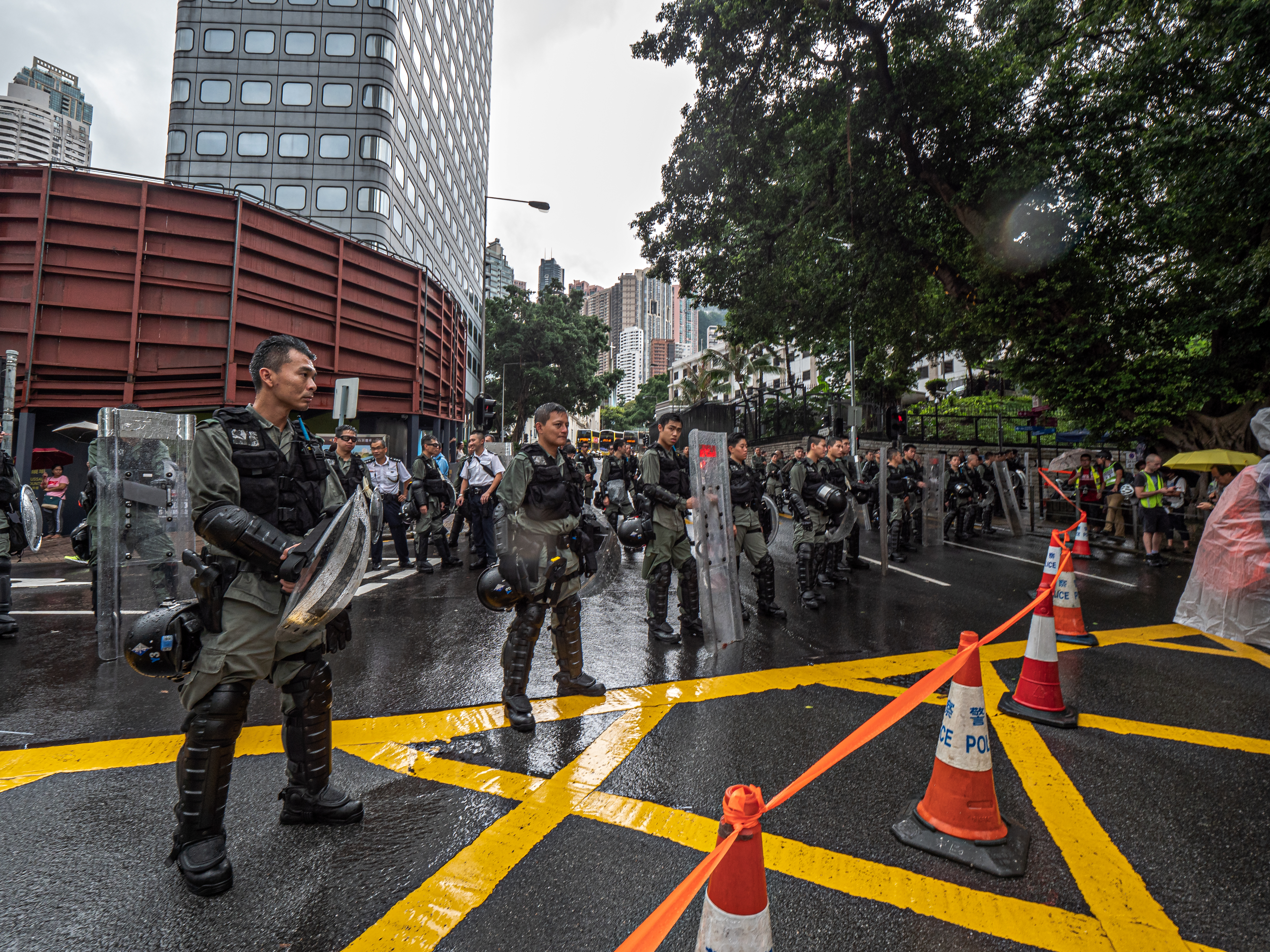
大批防暴警察在花園道山頂纜車總站外設立防線
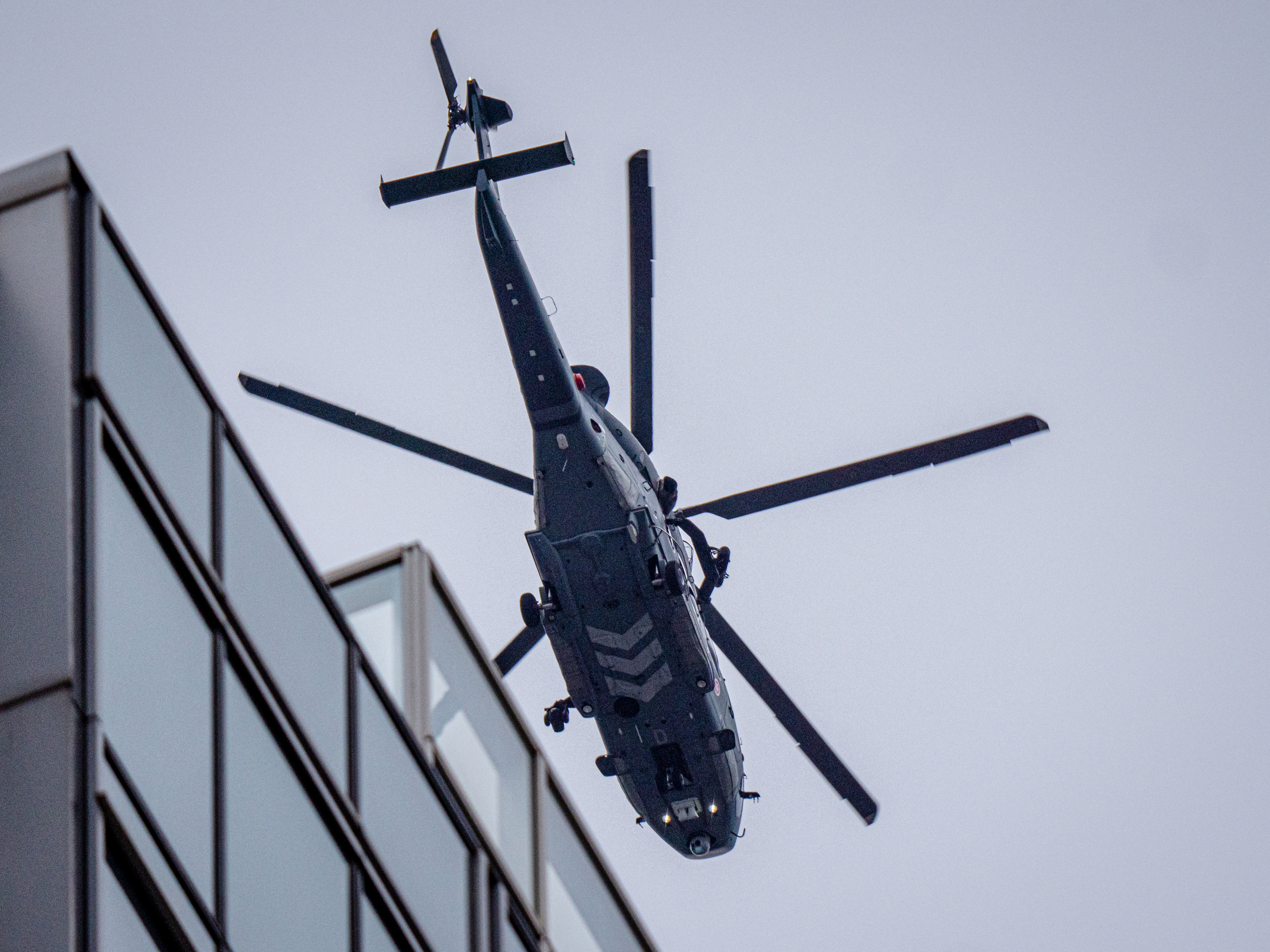
飛行服務隊直升機在中環上空盤旋
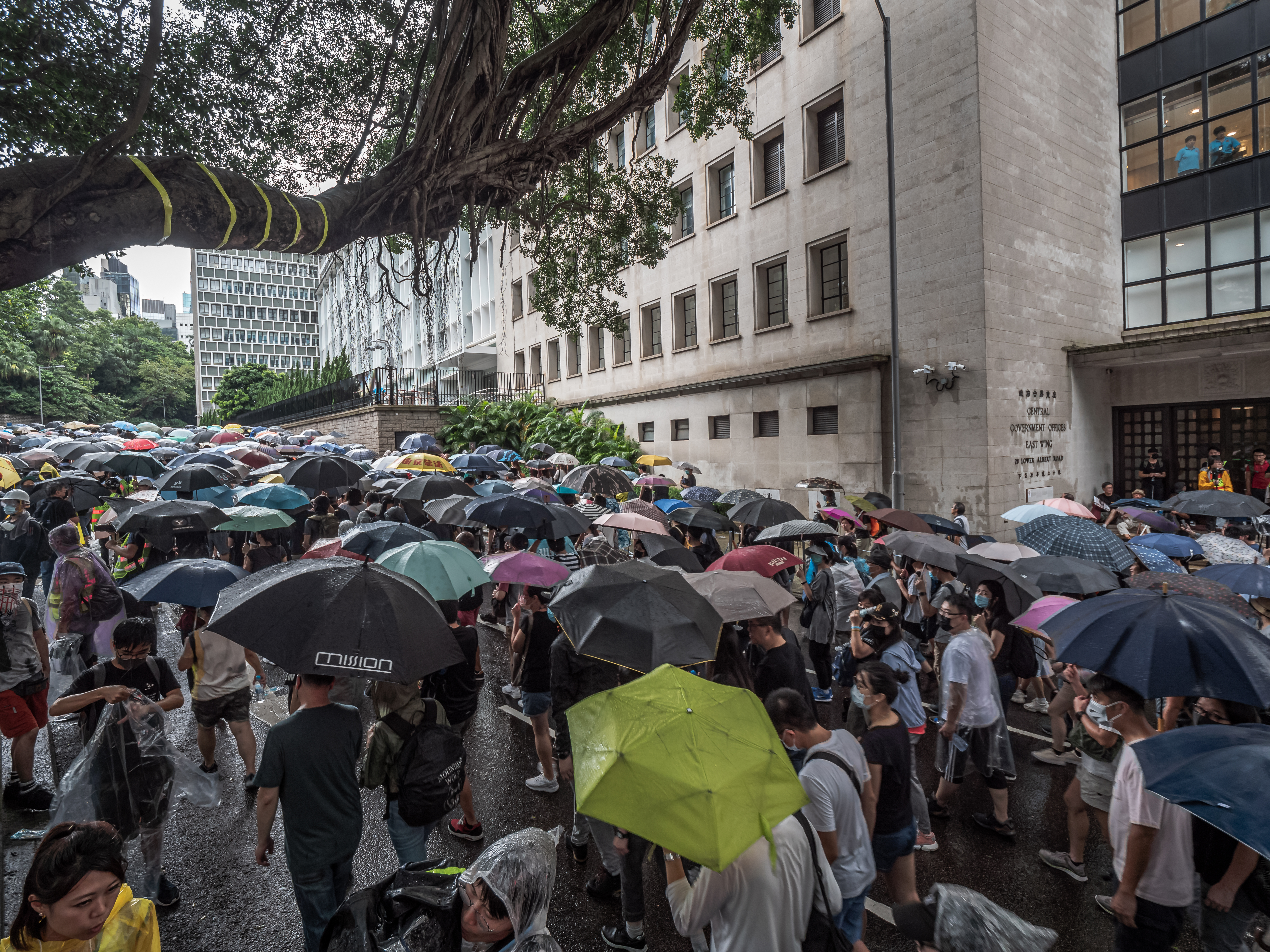
律政中心外站滿示威者
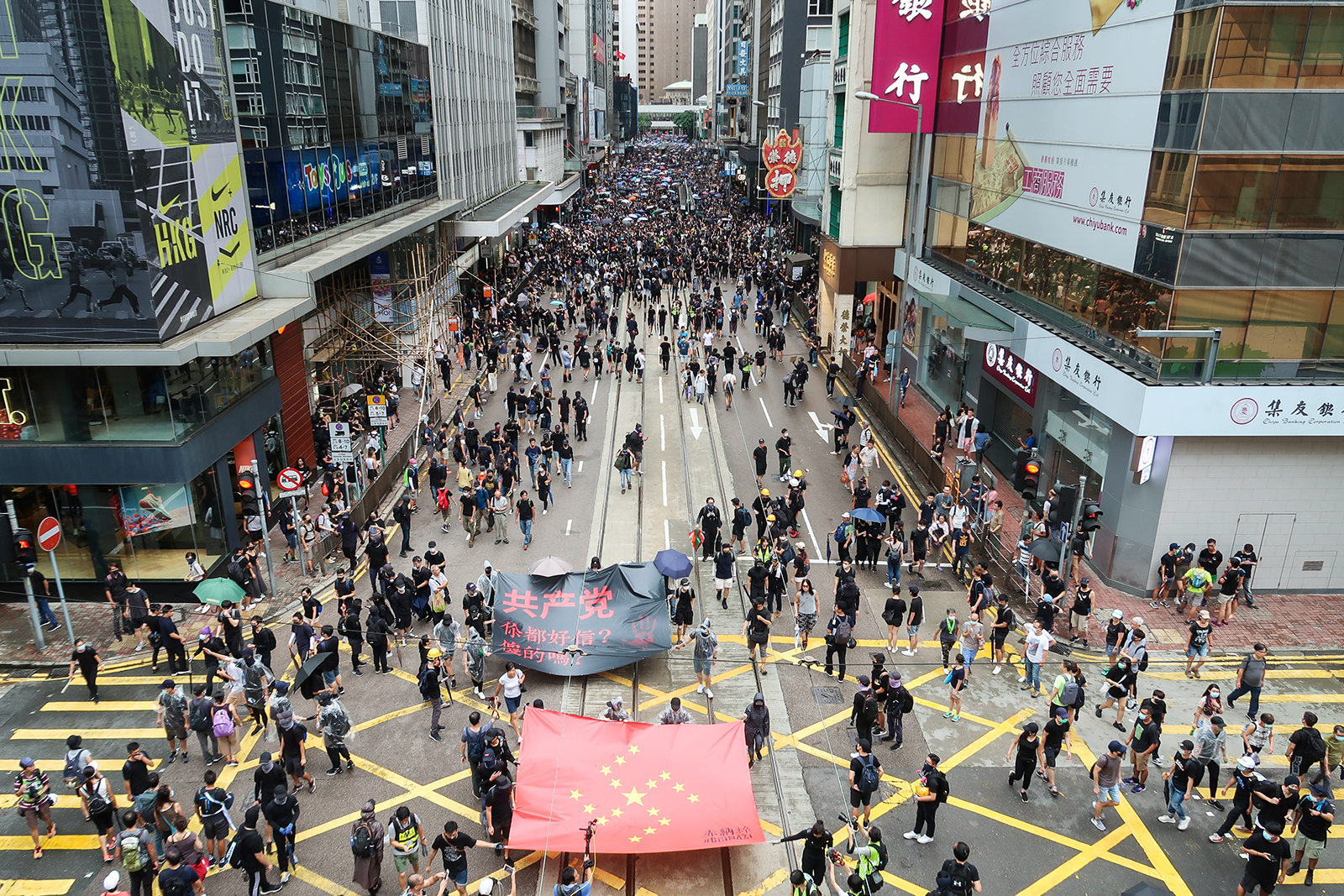
下午3時，德輔道中行車線被大批市民佔據
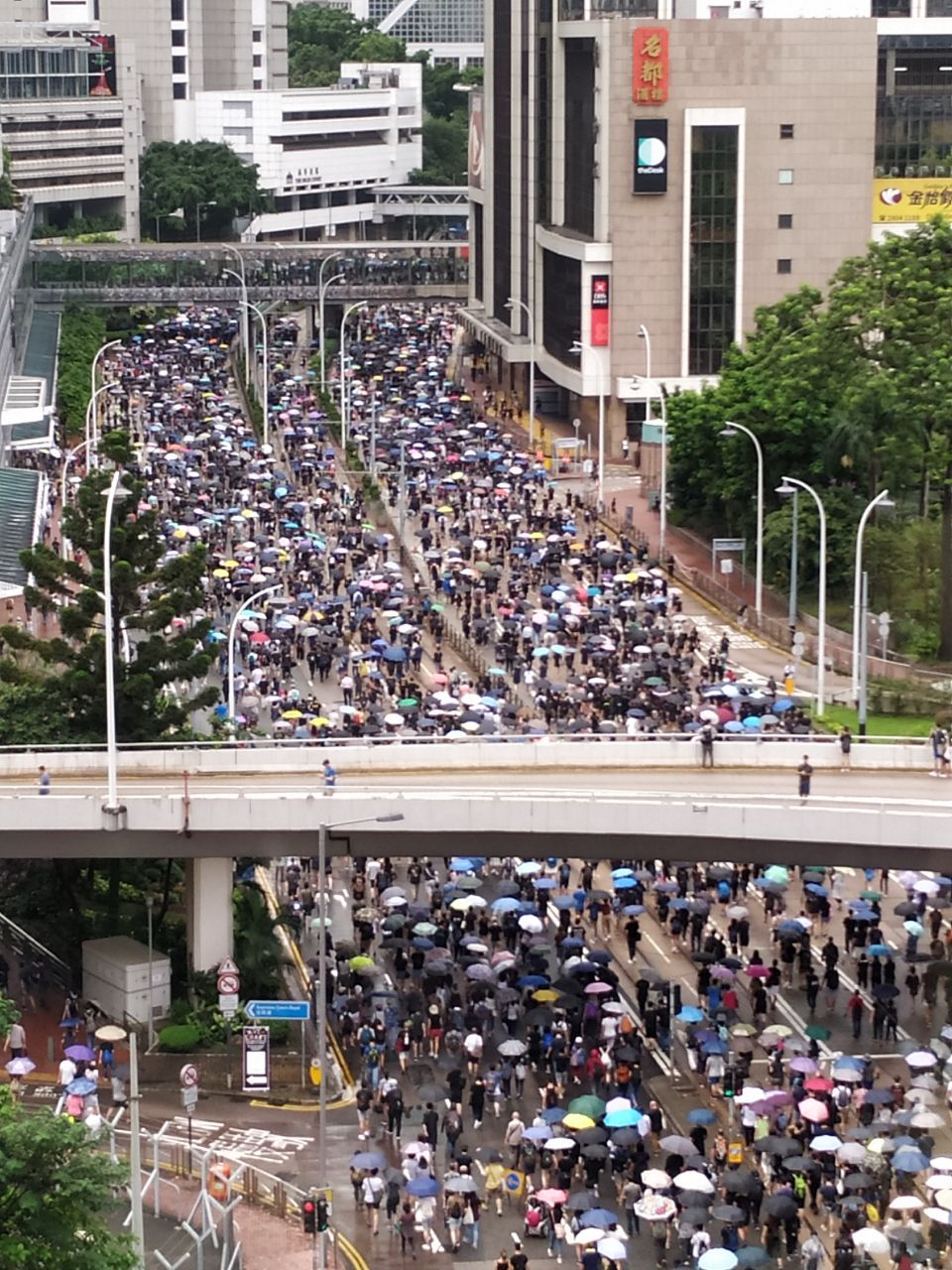
遊行隊伍途經金鐘道

### 金鐘衝突
下午4時多，遊行人士佔領立法會對出夏愨道的所有行車線。
下午約5時，灣仔站2號月台一道幕門遭人用金屬硬物撞毀，然後將雜物拋入路軌範圍，港島線往堅尼地城站方向列車服務一度暫停。
5時10分，立法會「水馬陣」內的警員忽然向記者噴射胡椒水。部份示威者及後向水馬陣擲雞蛋，並用鐳射筆照射警察。警方多次施放催淚彈；示威者亦在警方防線前放火，損毀立法會多處設施。
5時51分，夏慤道水炮車發射藍色水柱，是警方首次使用有顏色的水炮。藍色液體被懷疑含有不能洗刷掉的顏料，用作識別示威者。被水炮車噴中的示威者於金鐘站內用清水及梳打粉清洗，表示身體被水炮車的顏色水射中之後，感到刺痛。
有示威者撞開了立法會水馬的大型鐵閘撿起催淚彈拋向警方防線。警方駐守在防線內的水炮車多次向示威者噴水。
傍晚6時許，有示威者扔擲多枚汽油彈到政總水馬內起火，火種開始燃燒附近雜物。過百名防暴警察從中環推進至夏愨道，夏愨道上大部份示威者撤退，有部分示威者稱「轉場，銅鑼灣」。
警方指衝突期間示威者多次投擲汽油彈、腐蝕性液體及磚頭，已使用最低武力，包括顏色水及催淚煙驅散示威者。

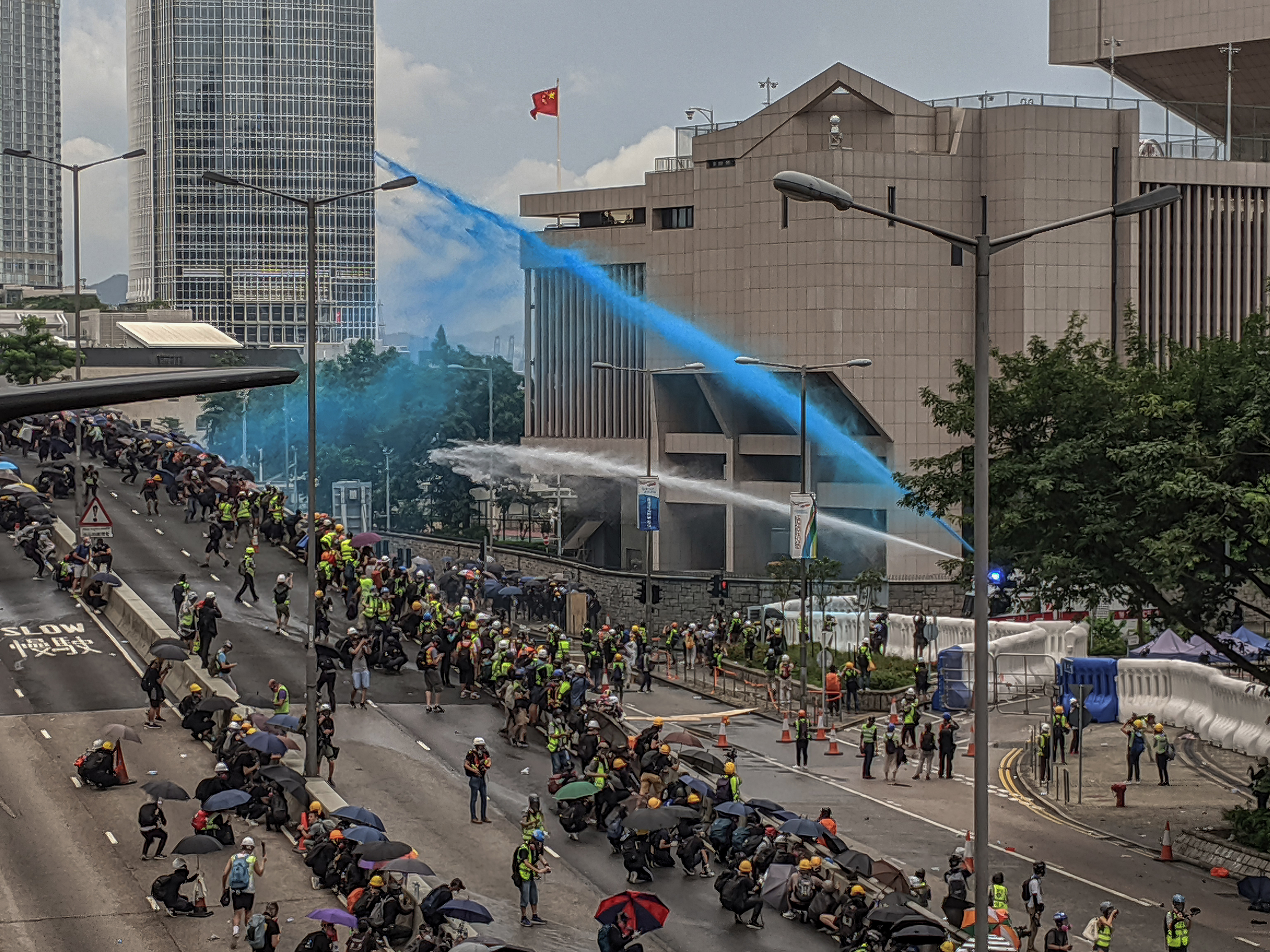
水炮車發射藍色水柱
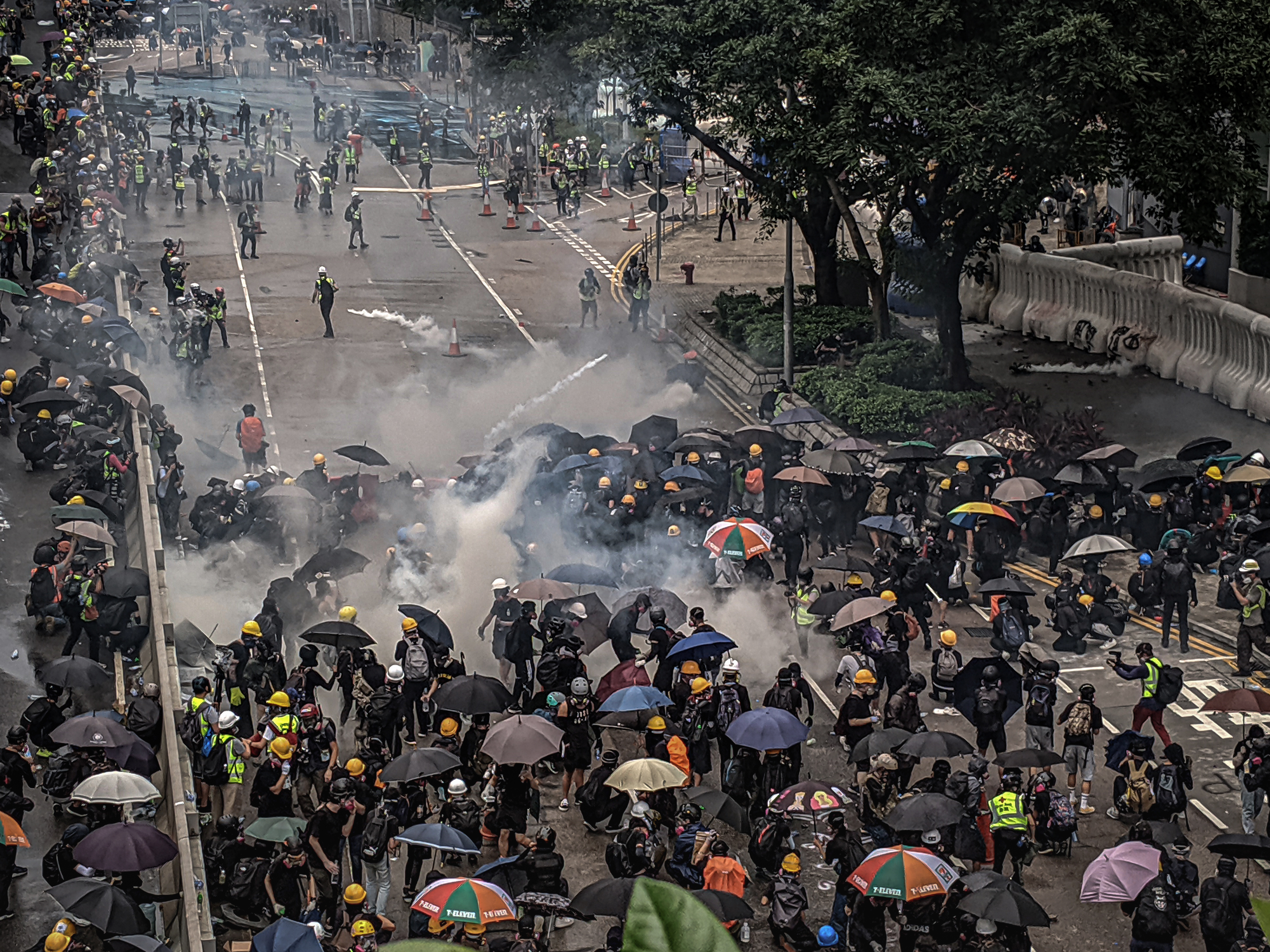
警方多次施放催淚彈
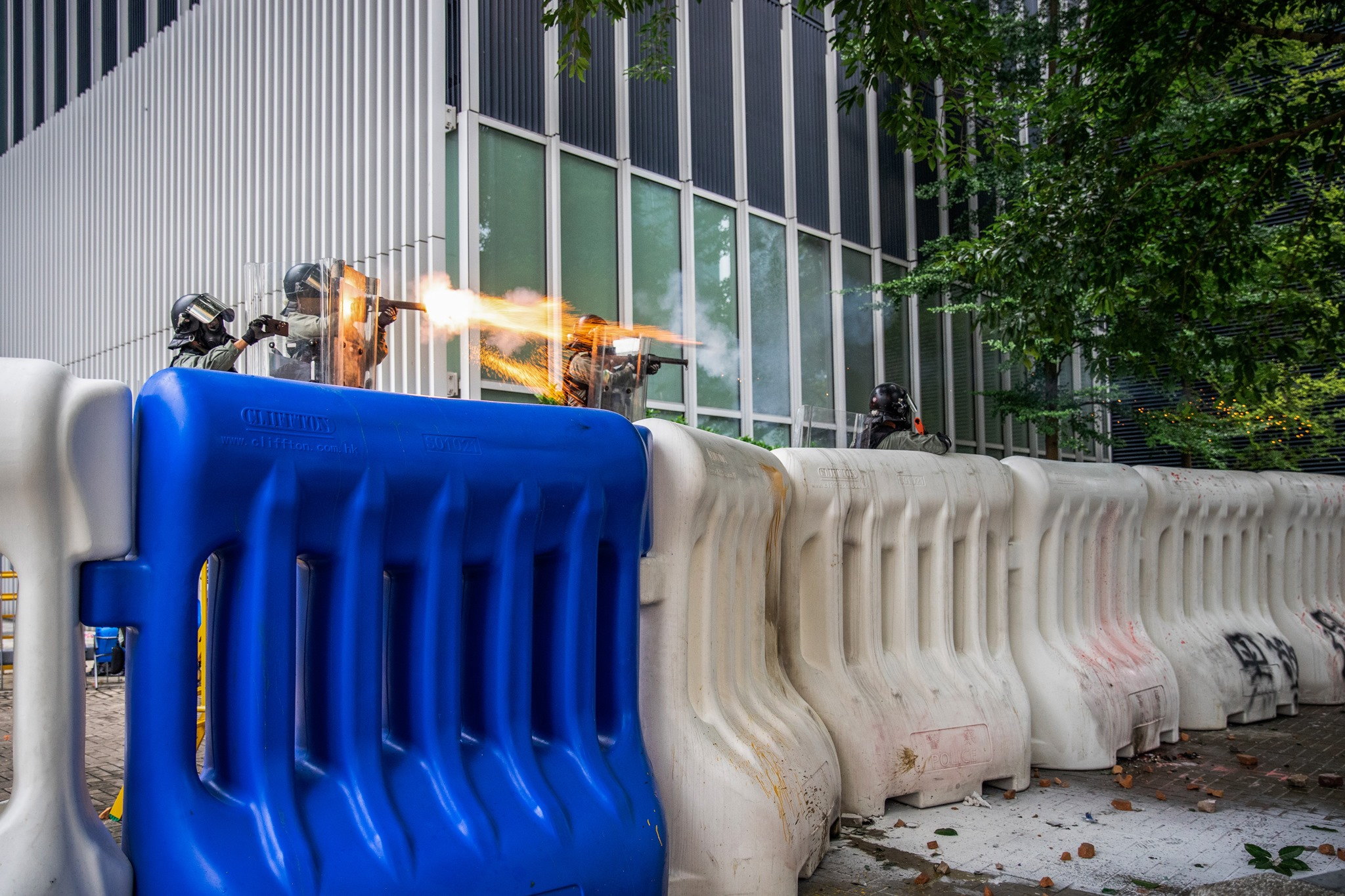
警員在水馬後方發射催淚彈
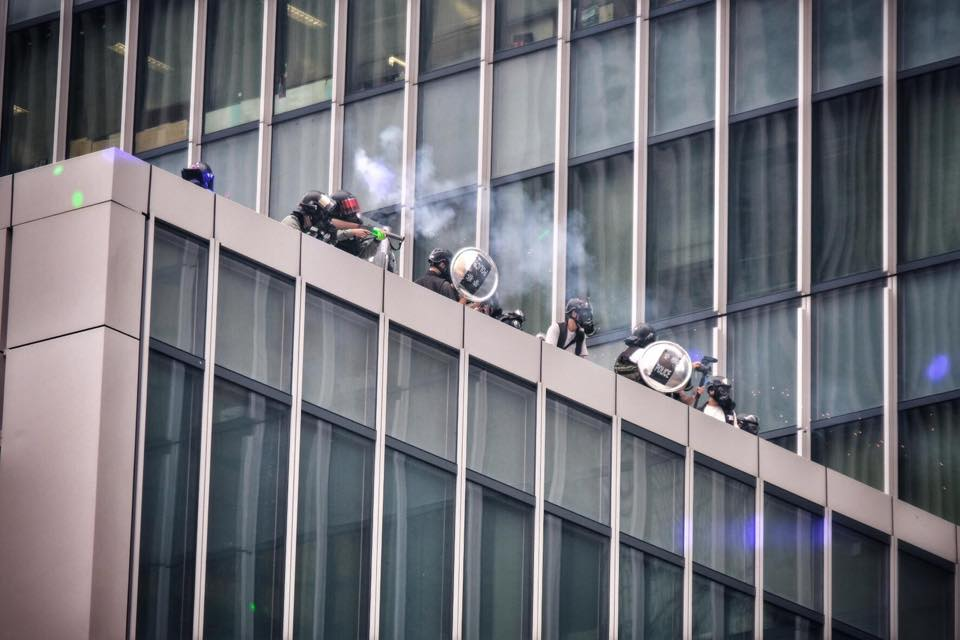
警方在政府總部高處向下發射催淚彈

### 灣仔和銅鑼灣

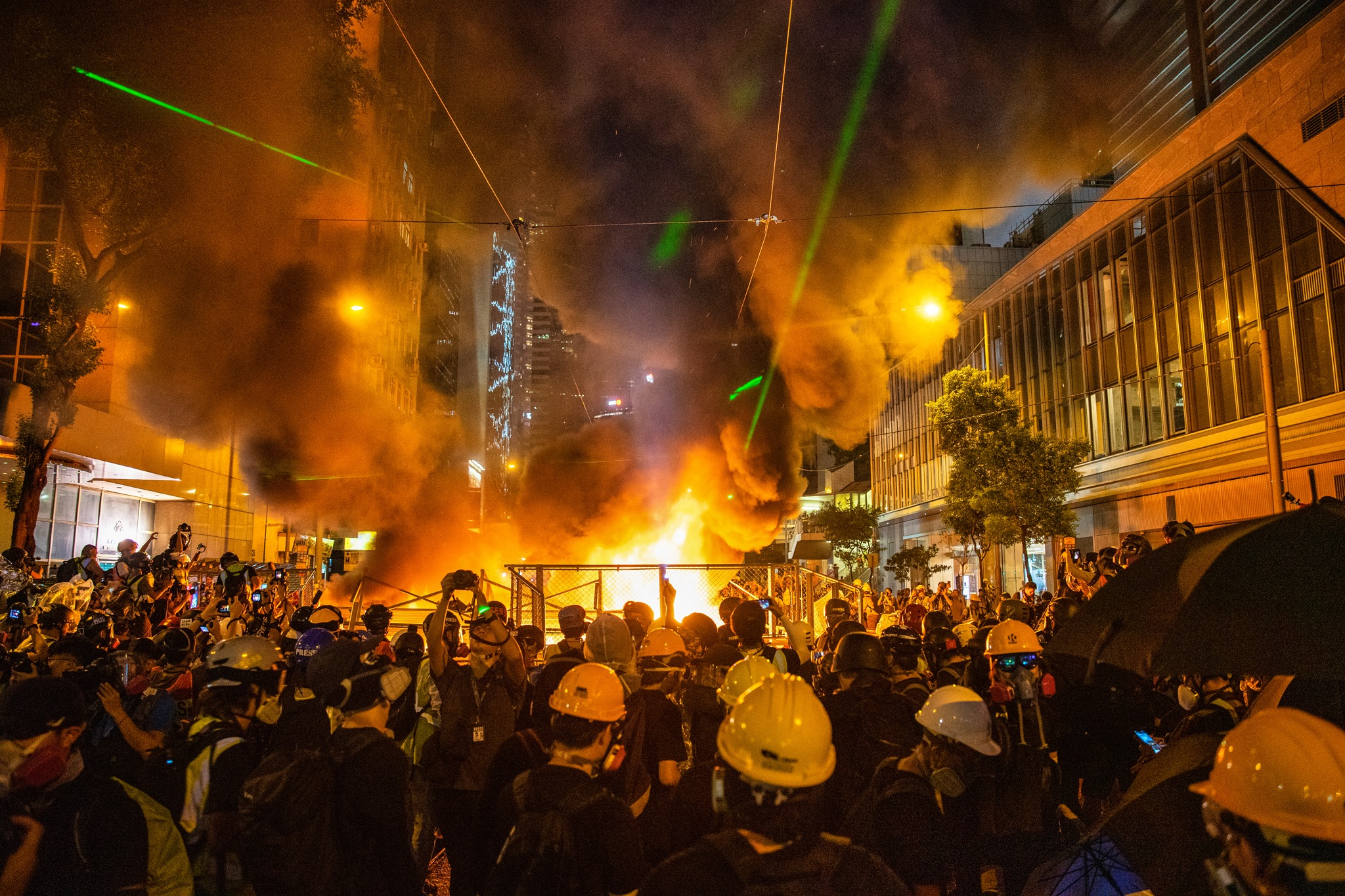
晚上7時許，示威者將防線設於灣仔軒尼詩道設防線點火，火舌及濃煙高至近行人天橋位置

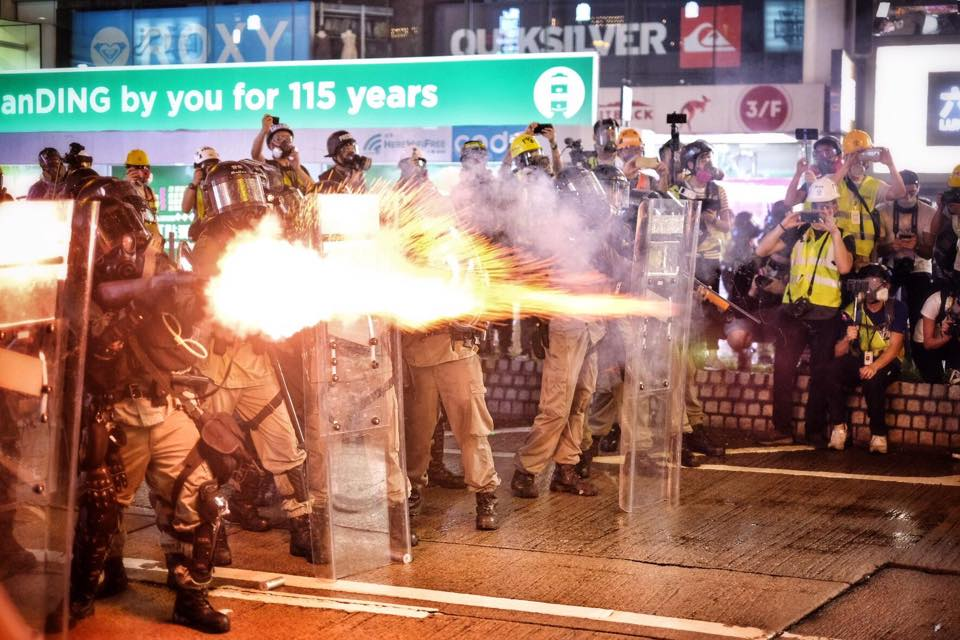
警方向示威者發射催淚彈

隨著示威者撤退金鐘，部分示威者轉移陣地至銅鑼灣。晚上7時許，示威者將防線設於灣仔軒尼詩道近軍器廠街，有人搬來球場的觀眾席作為路障。有人於防線前點火，火勢猛烈，火舌及濃煙高至近行人天橋位置，間中傳來輕微爆炸聲。消防出動一隊煙帽隊灌救，到晚上7時48分將火撲熄。大批示威者包圍接駁路邊閉路電視的電柱，並剪斷電線，亦有人在行人路撬磚。
到晚上8時許，警方特别战术小队到場，驅散在灣仔軒尼詩道一帶的示威者，之後推進至集成中心一帶，並發射催淚彈。而水炮車在天樂里及鵝頸橋附近多次發射水柱。而防暴警察隨即推進，拘捕至少5至6人。直至9時，示威者仍在銅鑼灣與警察對峙。期間一位82歲「守護孩子」成員被警察推倒致右膝受傷。
晚上9時，在銅鑼灣的防暴警察再次急速推進，在百德新街一帶拘捕數名示威者。9時05分，數名穿黑衣、佩戴全副示威裝備的警員在維多利亞公園一帶綁走至少3名示威者，然後交予警方。同時，背囊有紅燈人士向記者方向投擲燃燒彈，有紅燈人士被示威者識破，險被擒獲，開了兩發實彈才得以脫身。

### 防暴警在荔景站使用暴力拘捕外籍遊客
一名外籍男子在港鐵荔景站突然被5名防暴警察包圍，之後將他扣頸制服在地上，最後被拘捕。他被捕時大叫：「是甚麼控罪？否則，這就是不合法！」同時不停大叫：「你們同意法治嗎？」和說「這是香港，不是中國！」。另外有片段顯示他被捕前在車廂內與其他乘客談話，向青年表示「為何北京想傷害香港人？我在這裡住了24年，為何他們想傷害我？」。相關片段在社交網瘋傳，美國《紐約郵報》也有報導此事件。

### 尖沙咀警民衝突
晚上9時前，示威者轉到尖沙咀彌敦道近柏麗購物大道一帶，用垃圾桶、燈柱等雜物，堵塞南北行車線，現場交通受阻。而部分示威者到尖沙咀警署外，用滅火筒噴向警署的側門，警方在警署內舉起橙旗「速離，否則開槍」，隨即施放數枚催淚彈，之後退到栢麗購物大道一帶燃燒垃圾桶內的雜物。防暴警察和速龍小隊沿彌敦道向海旁方向驅散示威者，地面出現火種。

### 太子站襲擊事件
晚上10時45分，港鐵太子站有大批市民滯留。在觀塘綫往調景嶺方向的列車（A167/A168）車廂內，有示威者與一名穿藍色衣服、手執槌子的中年乘客發生爭執，之後車上乘客和示威者發生衝突。示威者使用滅火器向列車內施放滅火粉劑，粉末造成列車內白煙瀰漫後，現場有人報警，列車隨後停駛。港鐵到10時53分在站內響起警報，表示發生嚴重事故，需要關閉車站和要求所有乘客離開。
隨後有傳媒拍攝到示威者即場更衣，到晚上11時，近100名速龍小隊成員和防暴警察衝入往中環方向的4號月台和列車（A257/A282），以警棍無差別毆打在場的人士，並向他們噴射胡椒噴霧。多名人士被制服在地並且有人頭部流血，事後拘捕63人。警方以車站為「罪案現場」為由，驅趕在場記者，亦不容許站外記者進入月台採訪。事後有立法會民主派議員重申事件為「元朗恐襲2.0」。

### 旺角佈防
晚上約10時，一批示威者轉到旺角聚集，佔據旺角近奶路臣街和銀行中心對出一段彌敦道。其後數十名防暴警察和速龍小隊成員到場驅散。部分示威者走入港鐵旺角站，控制室玻璃窗被打爛，職員報警求助。荃灣線及觀塘線來回方向列車不停旺角站。

### 示威者堵塞龍翔道行車線
晚上10時許，一批戴頭盔和口罩的示威者，到黃大仙龍翔道用雜物堵塞馬路，現場交通受阻。

### 觀塘警民衝突

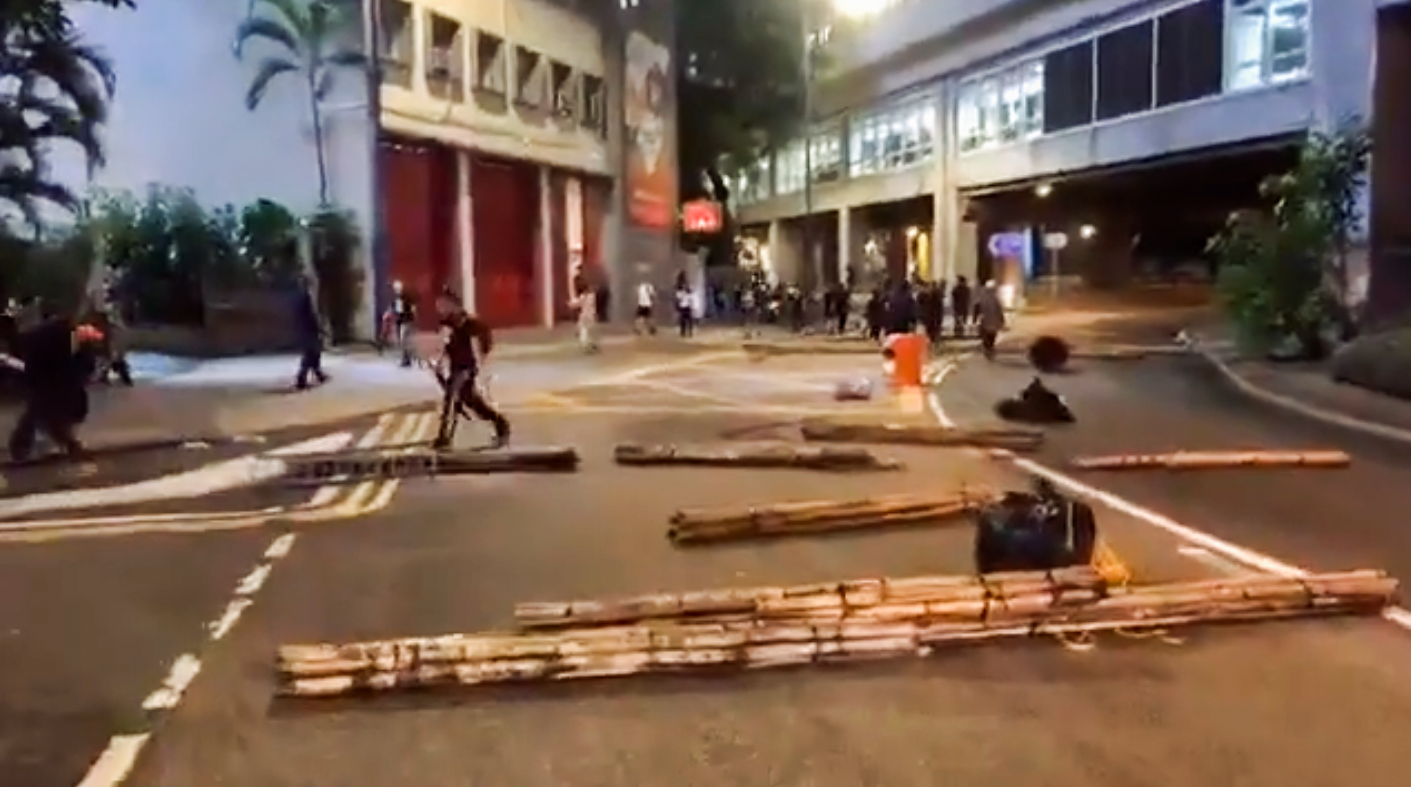
晚上10時22分，示威者突擊到觀塘站外進行「快閃」堵路

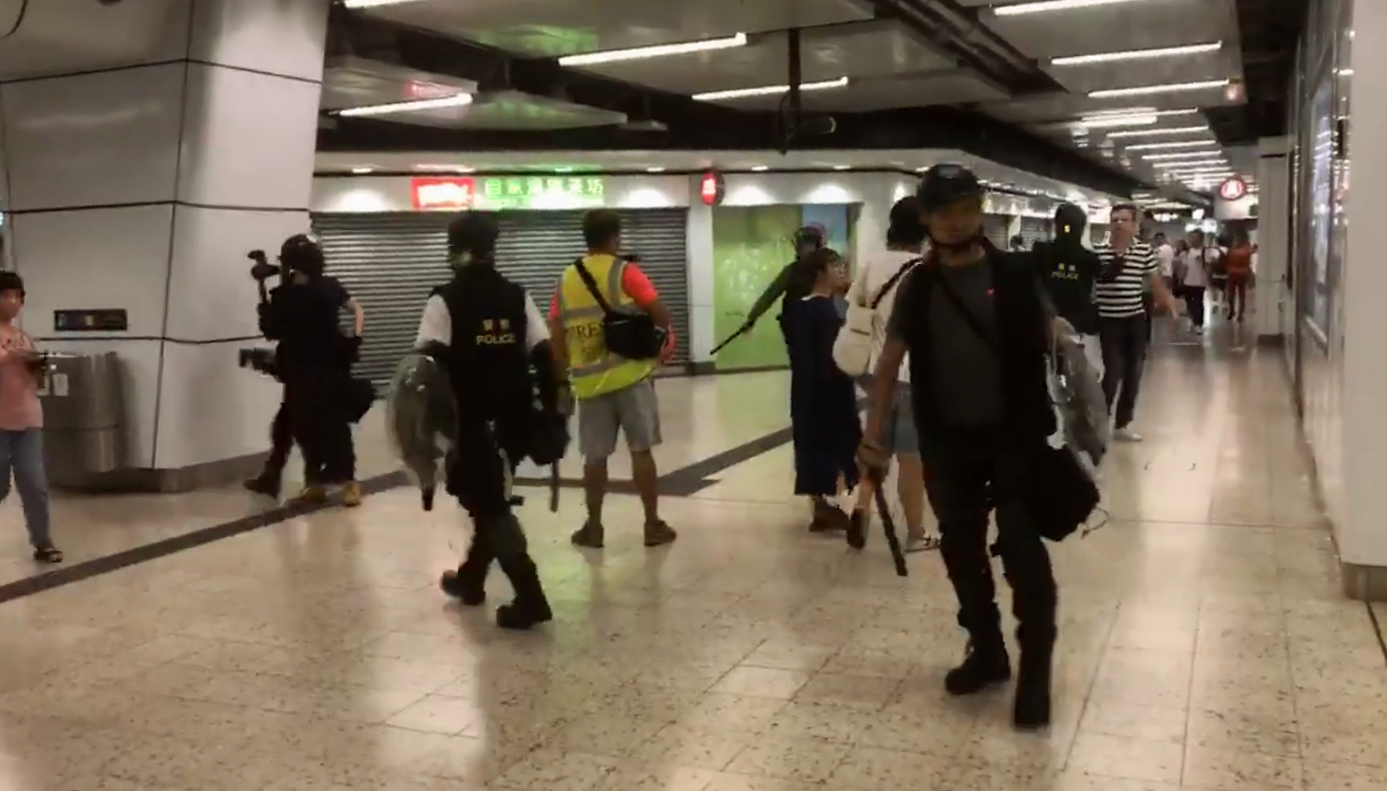
警員手持警棍和不禮貌態度驅趕市民離開車站

晚上10時22分，示威者突擊到觀塘站外進行「快閃」堵路，之後在站內破壞閉路電視，並打碎一塊玻璃。大批防暴警員在晚上11時10分到場驅散市民，在觀塘站對身穿黑衣人士進行搜身，並將記者趕離港鐵站。一名急救員於觀塘站被警方搜出三把剪刀及生理鹽水，被警方以「藏有攻擊性武器」及「非法集結」罪名拘捕。

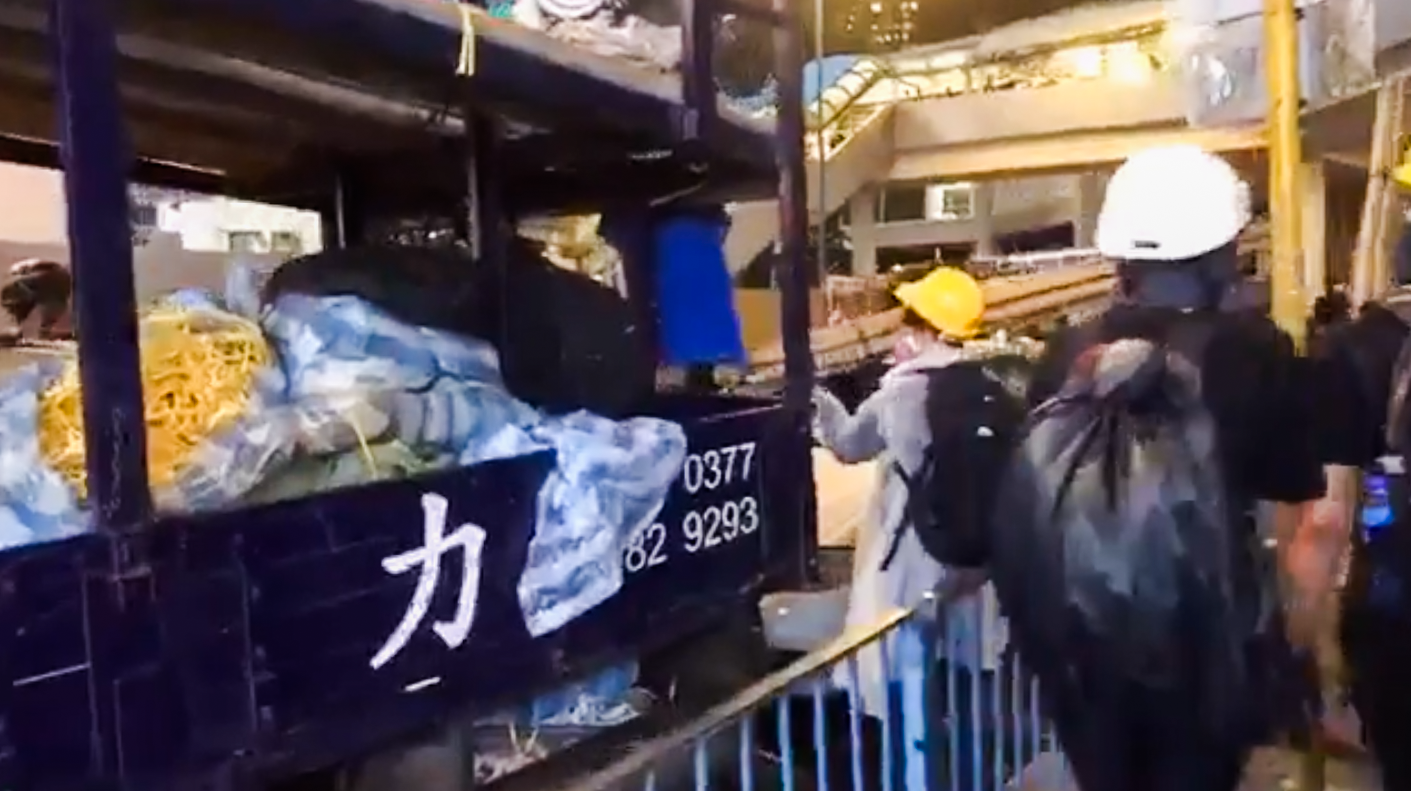
示威者從一輛貨車拿起竹棚用作堵路
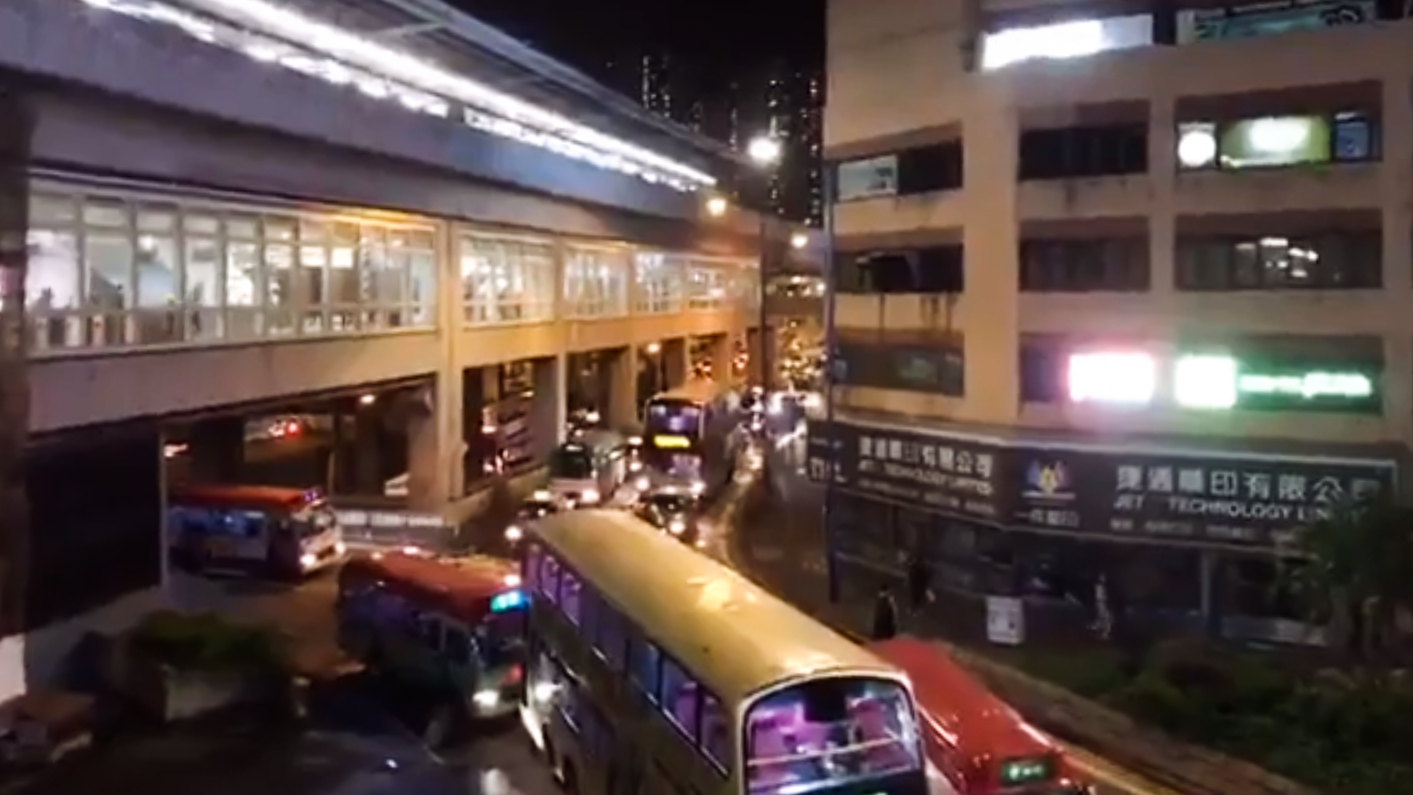
觀塘道現場交通擠塞
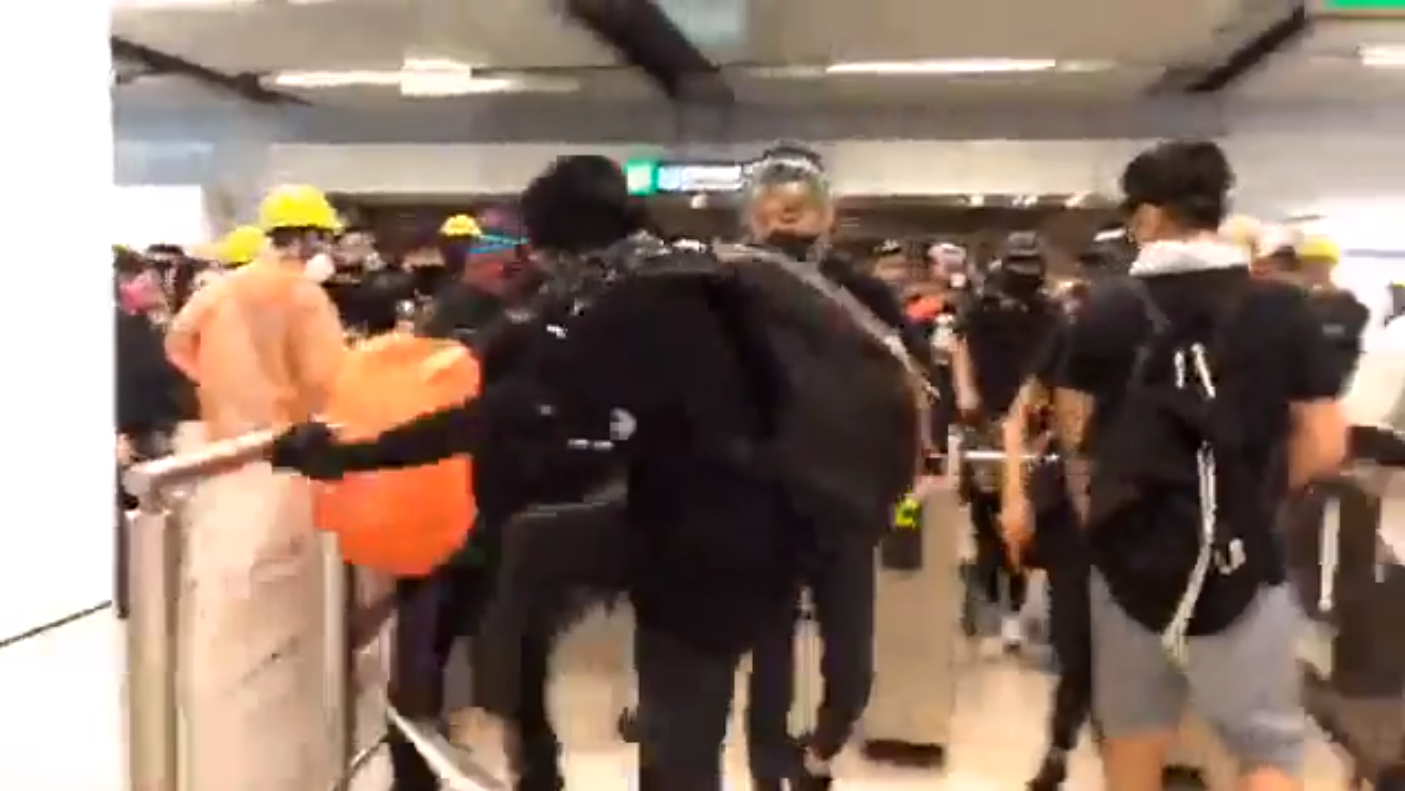
示威者在觀塘站內破壞
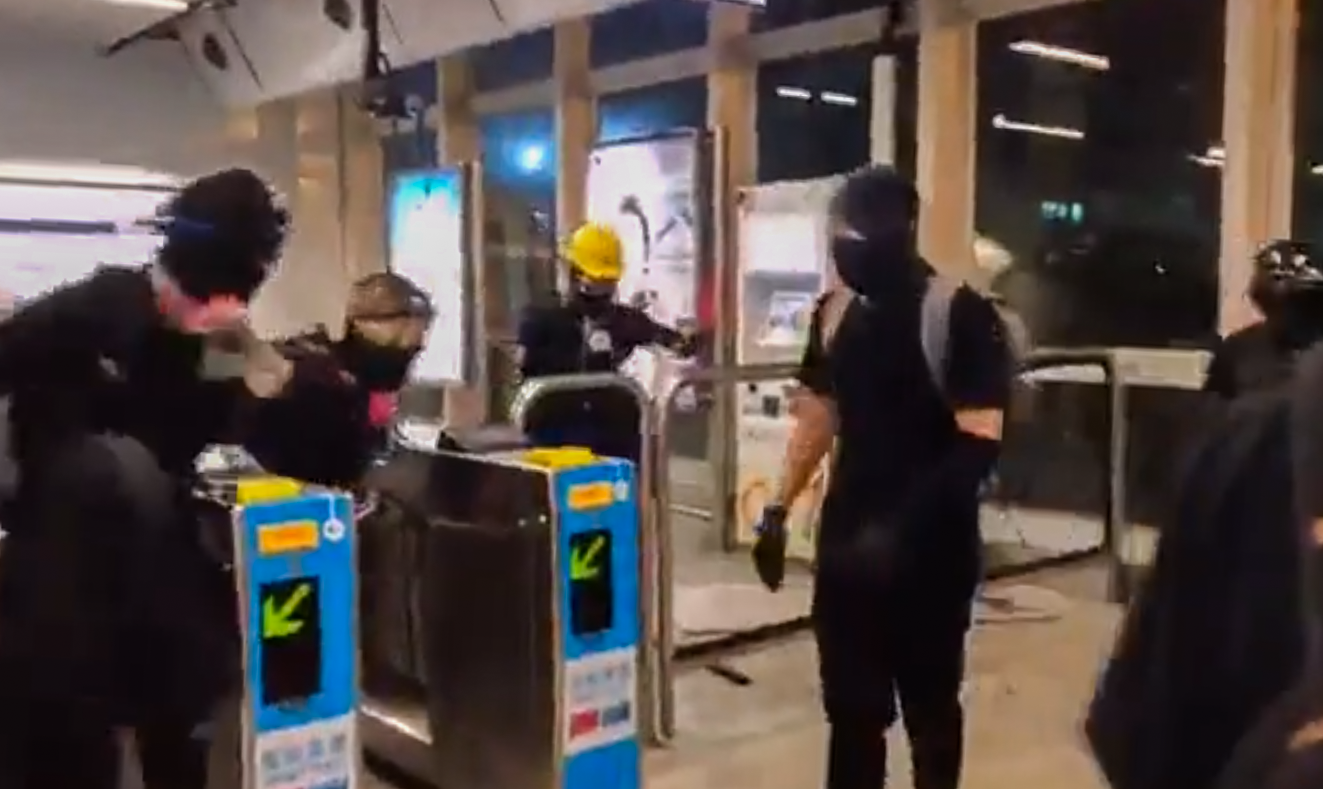
示威者在觀塘站內破壞後離開
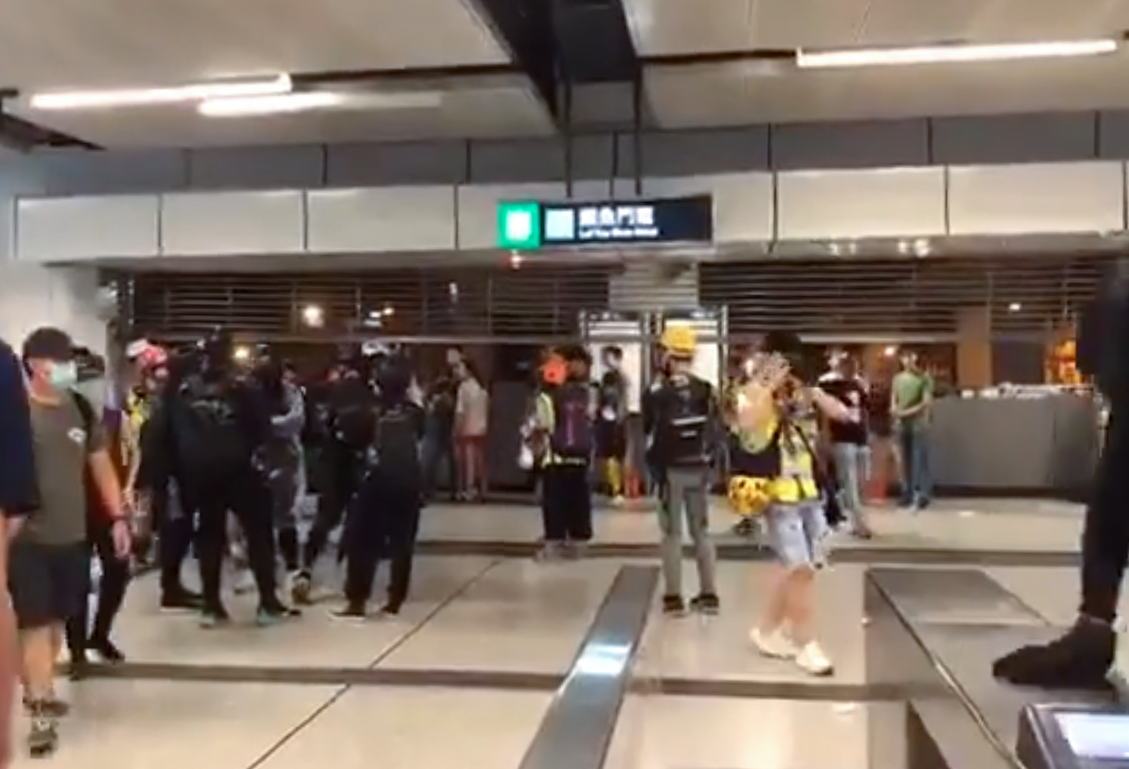
觀塘站出入口鐵閘被關上一半
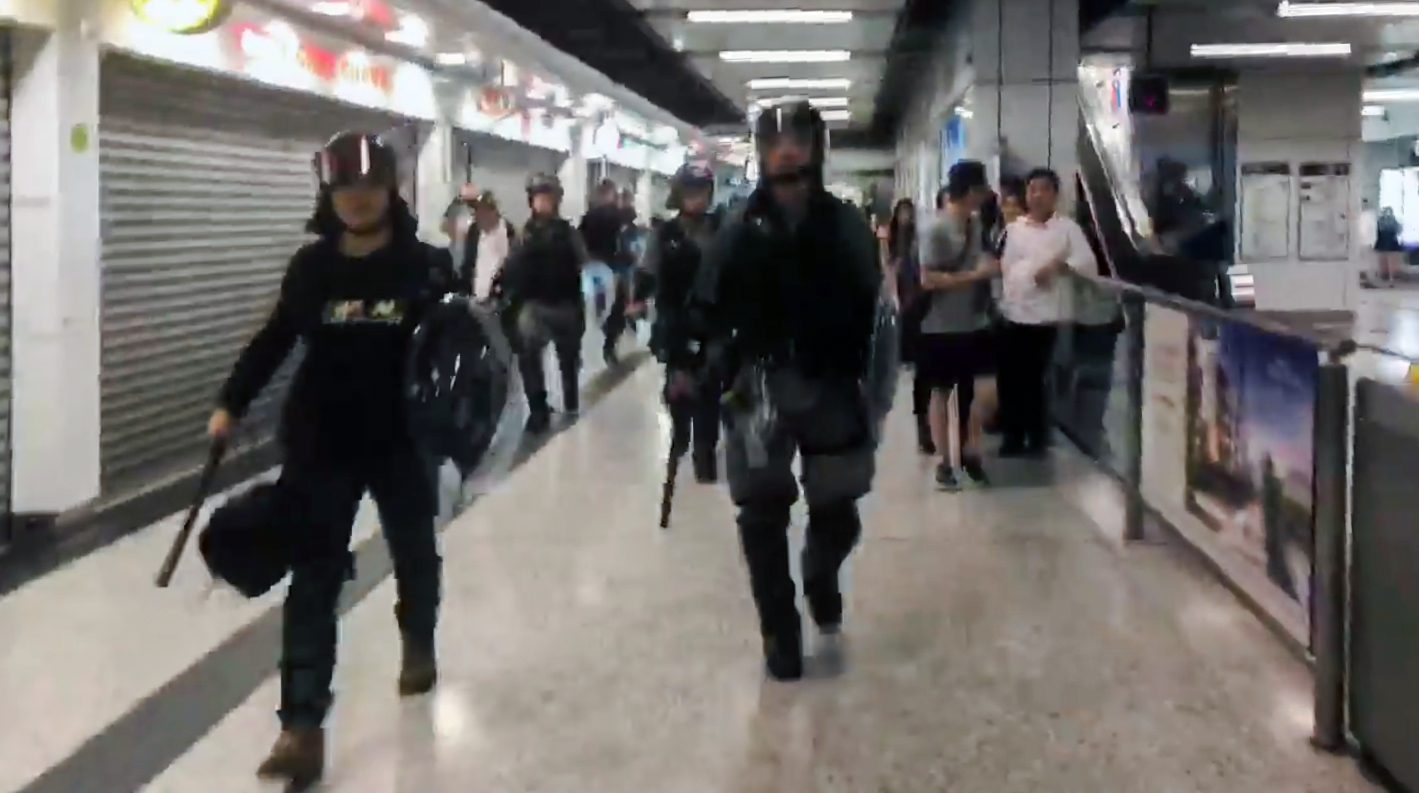
晚上11時10分，大批手持警棍的防暴警員到觀塘站
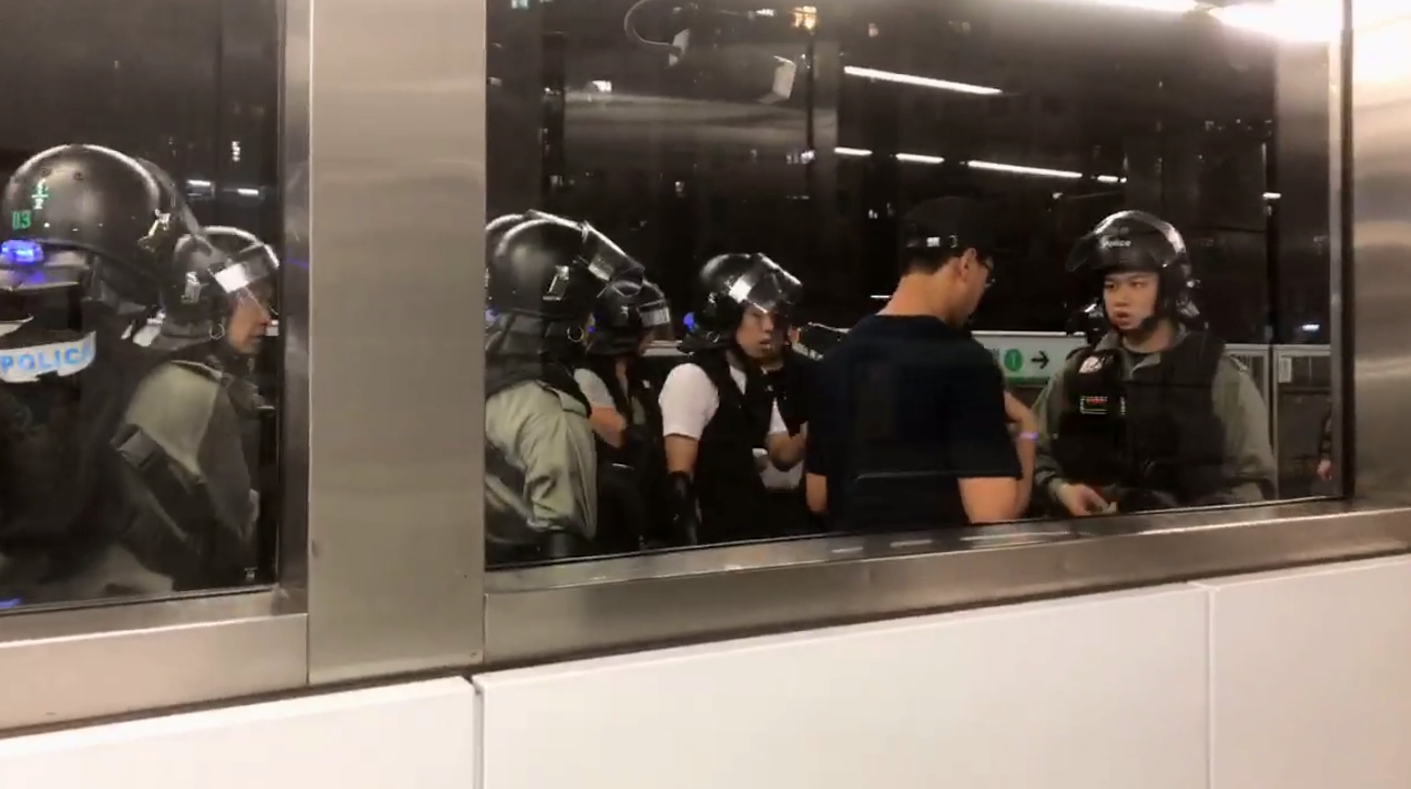
一名急救員於月台被警方搜出三把剪刀及生理鹽水，被警方以「藏有攻擊性武器」及「非法集結」罪名拘捕

### 示威者快閃破壞坑口站 有人被粗暴制服
晚上11時半，市民於港鐵坑口站外聚集，對港鐵五條晚上陸續停駛表達不滿。港鐵關閉車站後警員一度到場，引起不少街坊不滿。警員離開後有市民一度把鐵閘拉起，但未有進入車站。到凌晨約1時半，示威者進入站內拍打設施。約5分鐘後，超過10部警車抵達現場，警員截查現場人士及進行搜身，常寧路有人用鐳射筆照射警車。其後有軍裝警員突然跑入頌明苑，將三名男女被制服，其中一名被制服男子受傷倒地，救護員到場將他送院治理。凌晨3時半，警員離開時，一架警車遭市民包圍，並用雨傘追打車身，最後成功離去。

### 柴灣警民衝突

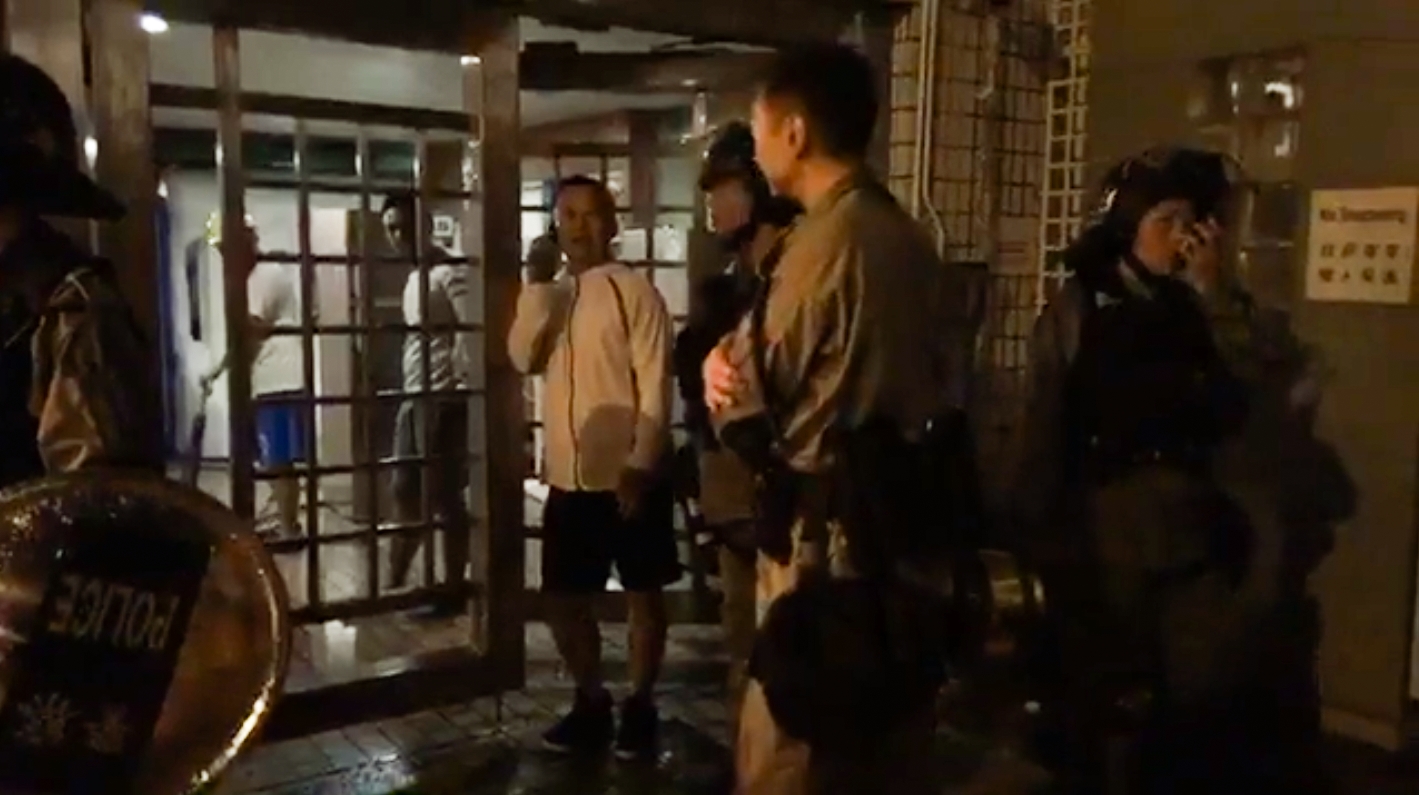
有住客在柴灣已婚警察宿舍入口，要求記者離開。防暴警員在外面戒備

凌晨約12時半，港島線列車服務暫停期間，近百名市民在港鐵柴灣站內聚集，其後柴灣漁灣區議員徐子見到港鐵柴灣站了解列車服務情況。而防暴警察在站內手持長盾，並阻止市民進入站和要求立即離開。凌晨零時40分，港鐵職員關上閘口，徐子見與市民仍在站內。其後有近400名街坊到柴灣站B出口對開聚集。凌晨約2時，警方以涉嫌「在公眾地方行為不檢」拘捕徐子見及16名市民，年齡介乎22至56歲，被帶往柴灣警署。數百名市民上街抗議，在柴灣港鐵站外高叫「放人」。市民其後前往柴灣已婚警察宿舍外聚集，高叫「黑警」，並以鐳射筆照射大廈外牆和用雜物堵塞住宅出入口。有兩名男住戶在住宅出入口與市民發生口角，以長竹枝插向門外的市民和開消防喉向外射水。市民亦利用附近公園的水喉向住宅射水。到凌晨3時，警方施放催淚彈後示威者才散去。

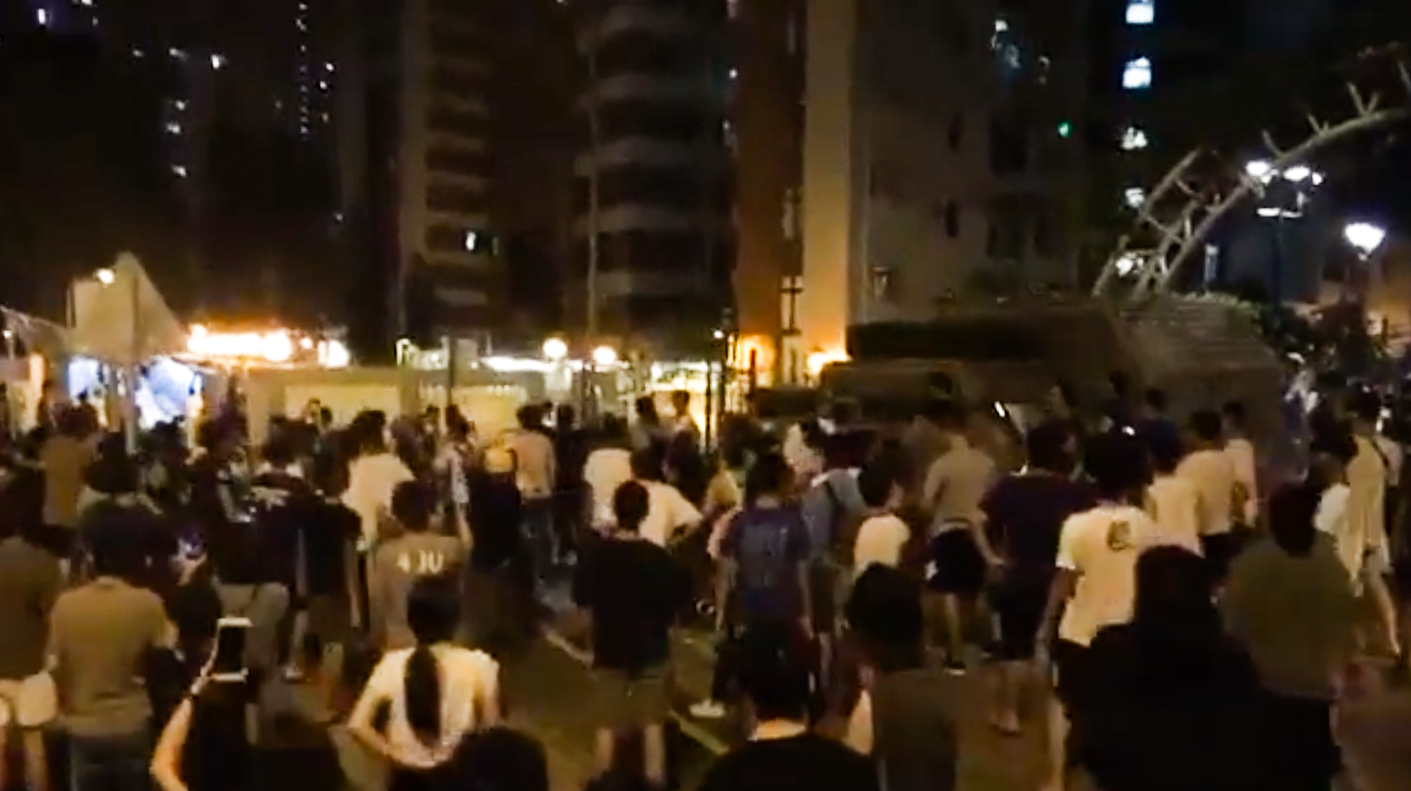
凌晨2時半，百多名市民前往柴灣已婚警察宿舍外聚集
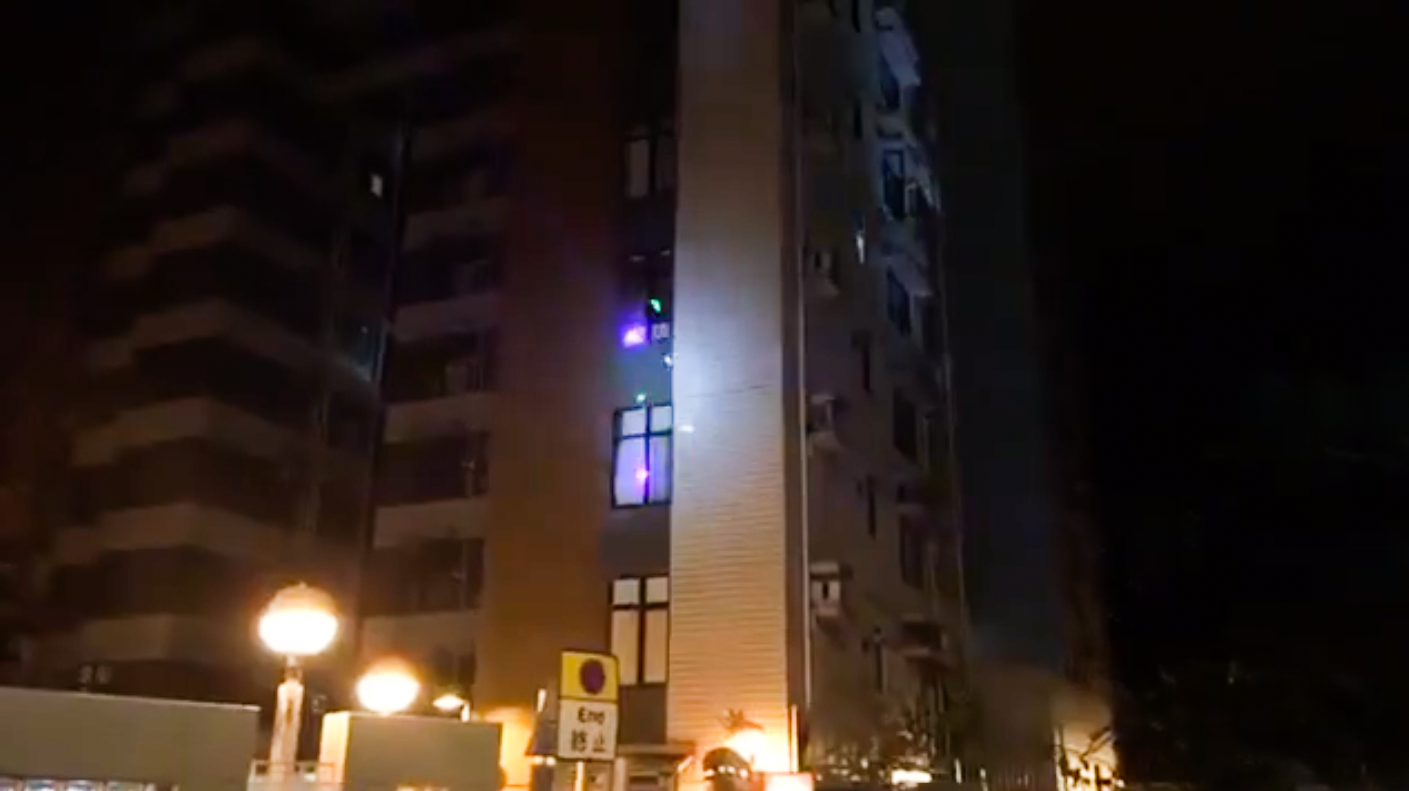
有人以鐳射筆照射大廈窗戶
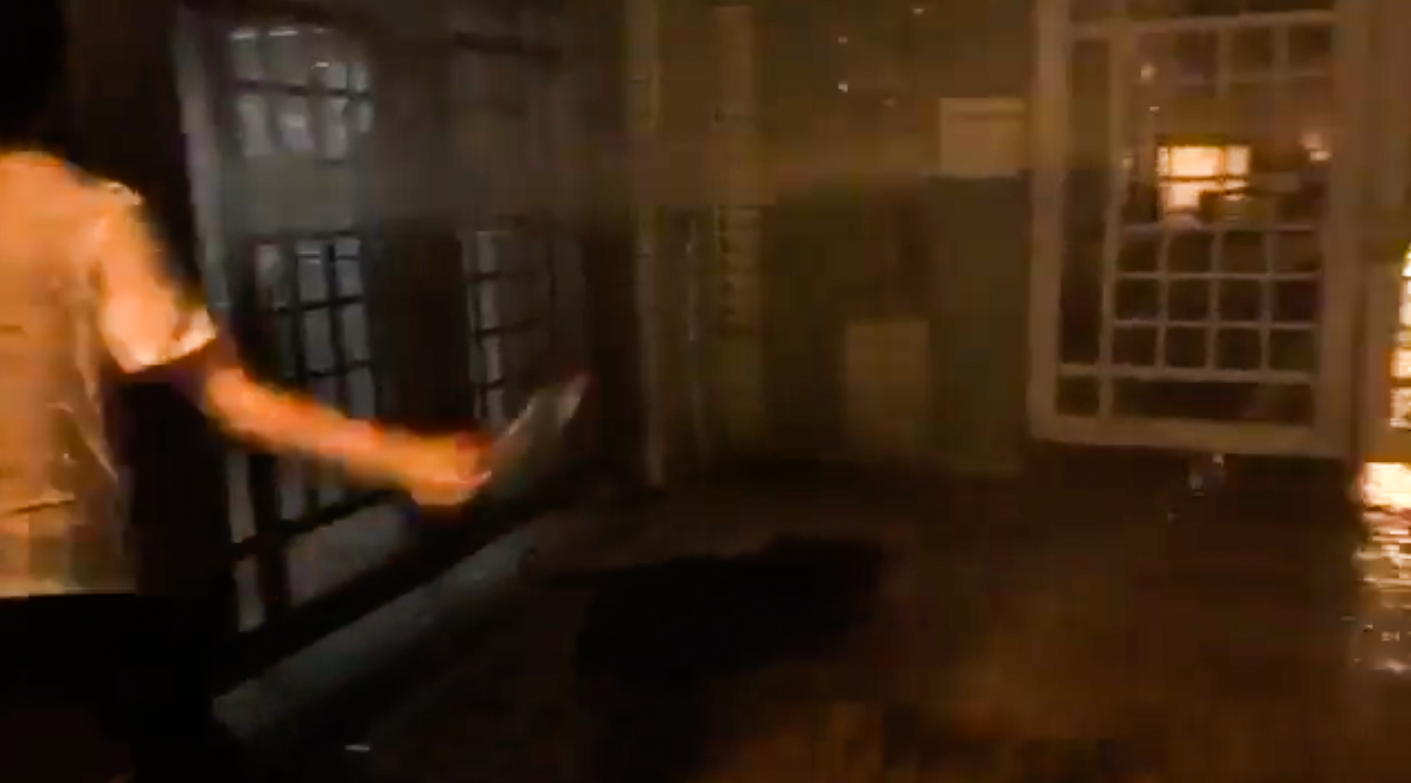
有住戶在住宅出入口與市民發生口角，開消防喉向外射水
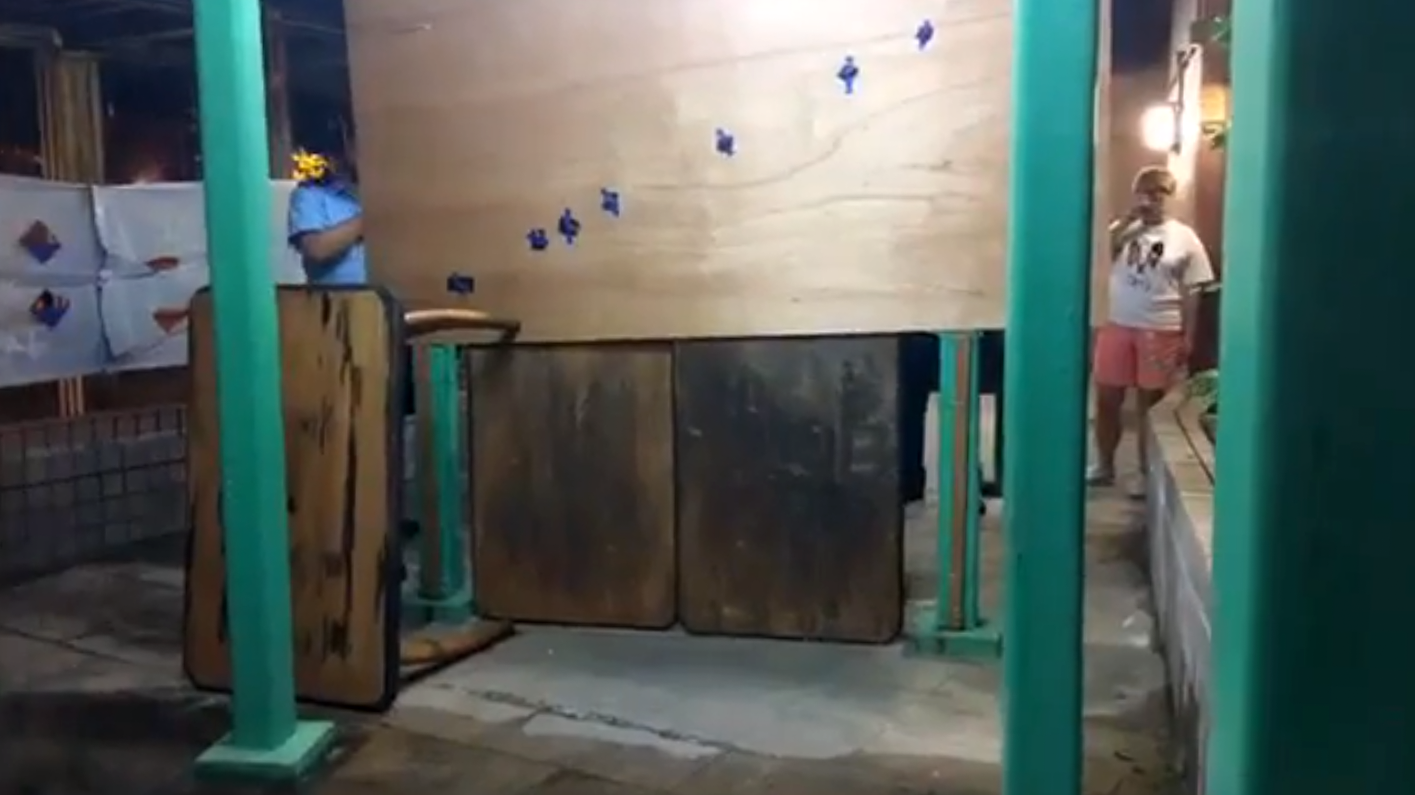
警方用雜物堵塞入口
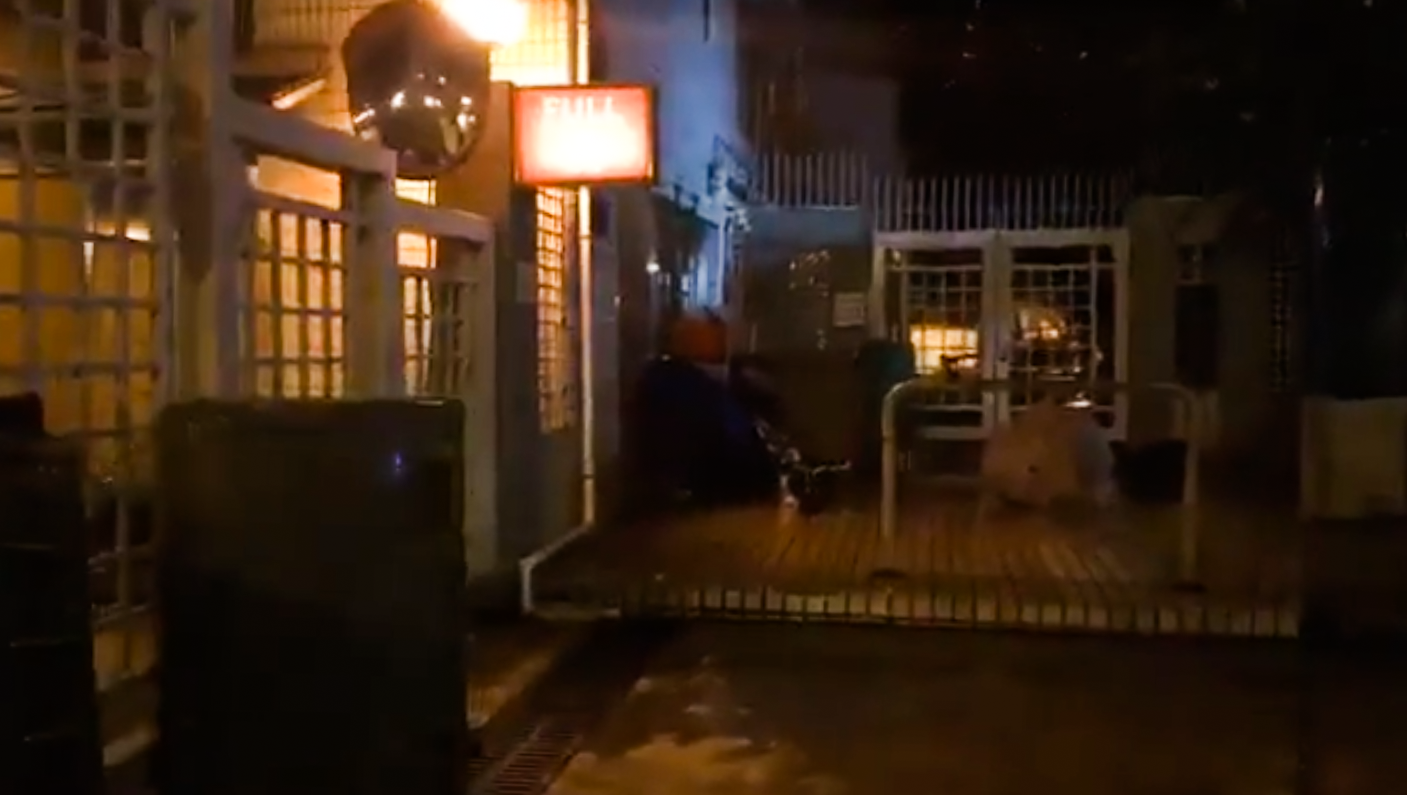
有人用雜物堵塞住宅出入口
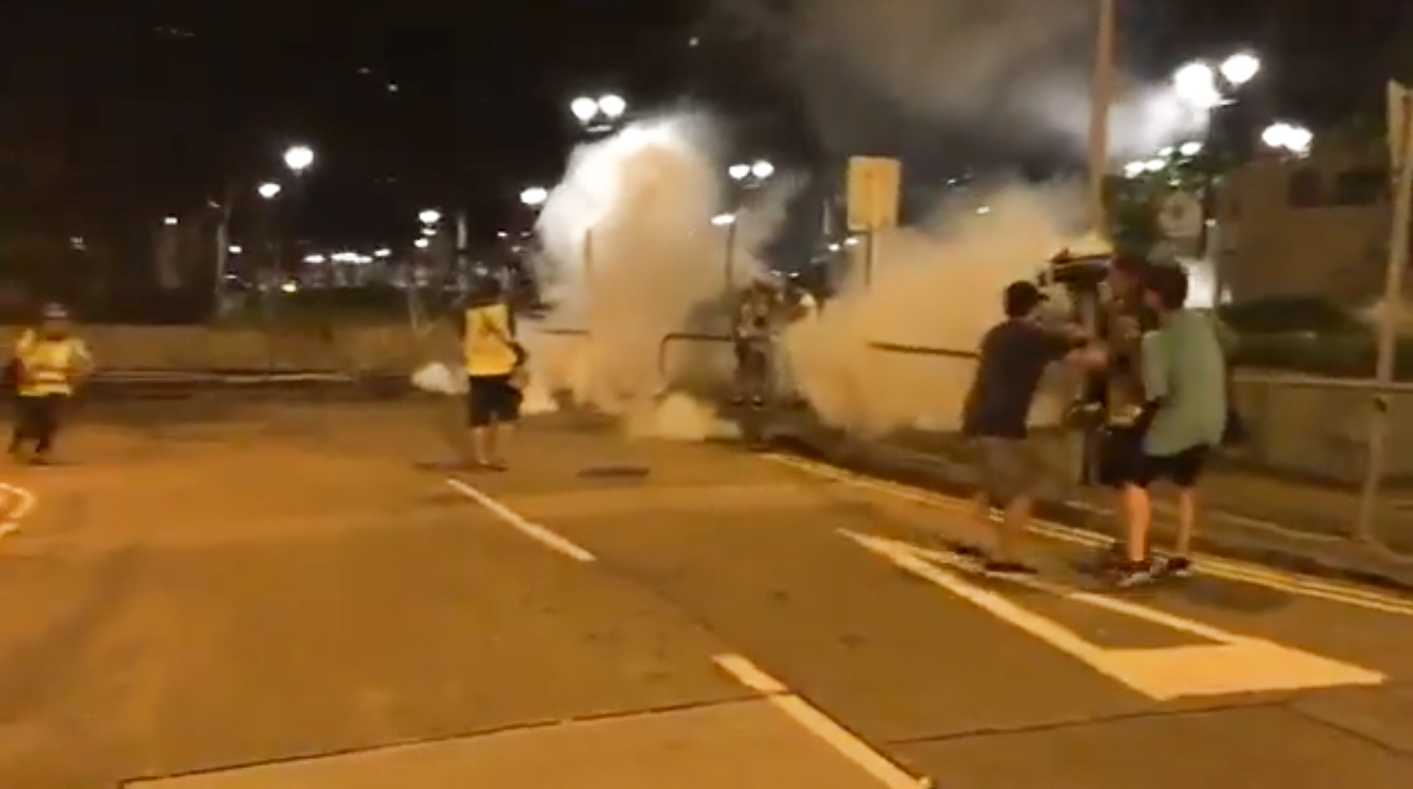
凌晨3時，警方對記者方向發射施催淚彈
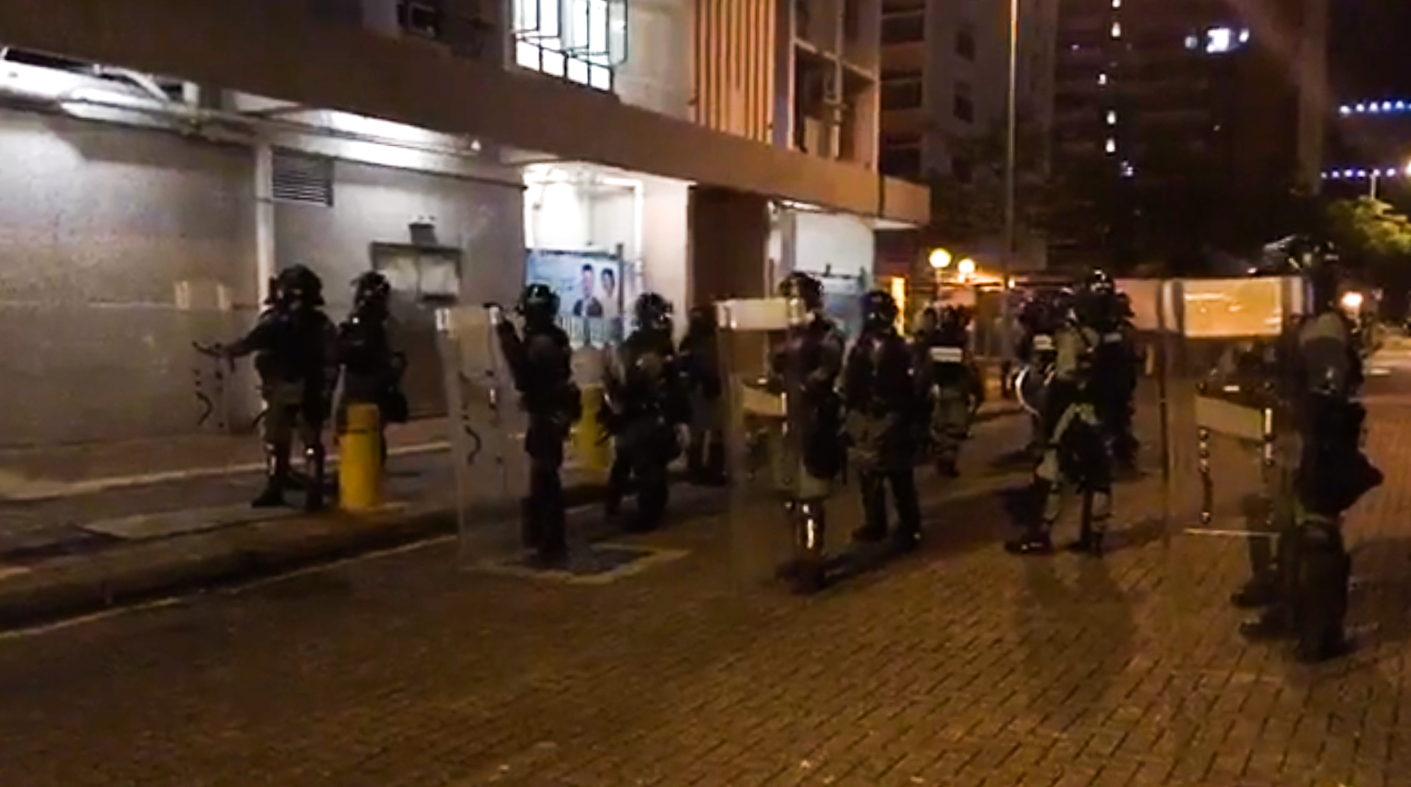
防暴警員到翠樂邨翠祿樓外

## 爭議

### 警方再次喬裝示威者 並開槍示警
晚上9點多，香港電台和香港恒生大學學生會編輯委員會拍攝到銅鑼灣維多利亞公園外發生喬裝警員的拘捕事件。四名穿上附有藍色標記的黑衣、蒙面和戴上防毒面具，打扮成示威者的警員被示威者追打，其後對示威者向天開槍。現場至少有兩名警員將穿上黑衣的示威者壓倒在地，用索帶索住示威者雙手。喬裝示威者的警員亦持胡椒槍。記者上前追問喬裝警員期間，他以警棍物體指向記者，其後以「特別行動」為由，驅趕多名記者。
記者其後在維園內發現一枚印有「SPEED 9mm LUGER」實彈彈殼和一些胡椒球彈彈殼。
警察公共關係科高級警司余鎧均表示，當時有10名示威者挑釁、施襲及衝擊幾名喬裝的警務人員，並意圖搶去他們的手提電話。加上示威者試圖搶槍，警員人員感到生命受威脅，向天開槍示警。

### 警員強行驅趕記者並阻擋鏡頭
晚上約11時半，大批防暴警察進駐港鐵油麻地站期間，拒絕記者進入月台並要求離開。有警員兩度用手擋住記者鏡頭，出示記者證後，該警察卻以「你再影我即刻拉你呀！(你再拍攝就立即拘捕你！)」要挾和驅趕該記者。

### 示威者持槍爭議
香港01及法新社記者均拍攝到一名曾投擲汽油彈的示威者腰間疑似藏有手槍。警方表示相片中的示威者並非警務人員。

## 後續影響及事件
深夜1時，有示威者指控港鐵太子站停駛導致襲擊事件，認為「港鐵無資格賺香港人錢」，因而拆走坑口站閘機。

### 號召影響機場運作
網上有人號召於9月1日（星期日）到機場進行「交通壓力測試」，示威者先在中午破壞港鐵青衣站設施，再乘搭港鐵東涌線到達東涌後再步行入赤鱲角機場，並於赤鱲角南路設置路障。
示威者於機場內以行李車和鐵馬阻塞客運大樓出入口，亦有拖喉射水及噴灑滅火筒，同時又向港鐵機場快線路軌投擲石頭。

### 破壞東涌車站設施
示威者於黃昏返回東涌，並以硬物破壞擊碎港鐵東涌站的車站控制室玻璃、車站設施及噴上不滿字句，又襲擊懷疑向示威者拍照之乘客。受事故影響，港鐵暫停機場快線、東涌線及迪士尼線全線之列車服務並關閉沿途各站。
另一方面，有人在黄昏到東涌游泳池拆走掛在旗杆上的中華人民共和國國旗，再放在地上點火焚燒。
因應機場示威及其他各區可能出現群眾聚集行動，警方於晚上在中環碼頭，港鐵大圍站及屯門站採取截查行動，又於港鐵大圍站拘捕沙田區議員李世鴻。

### 逃亡
因被控暴動等罪沒有出庭被通緝的被告王茂俊，證實已逃亡英國申請政治庇護。

### 拘捕及法庭提堂
當日，警方拘捕63人，其後在9月24日，再拘捕2人，合共65人，罪名涉嫌非法集結、刑事毀壞、管有爆炸品、傷人等。
8月30日，有多名立法會議員及社運人士被警方拘捕，包括譚文豪、區諾軒、鄭松泰、黃之鋒、周庭、林朗彥和陳浩天。香港中文大學政治系講師蔡子強認為警方希望藉此令市民不敢上街遊行，但可能反而刺激更多市民上街。李柱銘認為警方故意激起民憤，刺激示威者使用武力，令政府有藉口引用《緊急法》。

#### 民主派人士被控港島區非法遊行案
2020年2月28日，警方港島總區重案組十多名探員前往壹傳媒集團主席黎智英位於何文田嘉道理道的寓所外拘捕黎智英，將他押上警方車輛帶往九龍城警署進行問話。另兩批探員分別前往工黨副主席李卓人位於美孚新邨的寓所，及前民主黨主席楊森位於碧瑤灣的寓所，將二人拘捕，並分別押往長沙灣警署和西區警署進行問話。
港島總區重案組署理高級警司黃東光其後在九龍城警署外向傳媒表示，黎智英、李卓人和楊森涉嫌於去年8月31日參與於灣仔至中環區的未經批准集結，違反香港法例245章《公安條例》第17條；其中黎智英另外涉及2017年6月4日在港島東區作出刑事恐嚇，違反香港法例200章《刑事罪行條例》第24條。3人已被落案起訴，分別獲准以港幣1,000至5,000元保釋，5月5日在東區裁判法院提堂。黃東光回應記者提問表示不存在政治檢控。但法院更改當日下午在西九龍裁判法院提堂。
黎智英被控刑事恐嚇罪，控罪指黎智英於2017年6月4日，在銅鑼灣興發街1號維多利亞公園內近音樂亭，威脅受害人-《東方日報》男記者X，會使其人身遭受損害，意圖使他受驚。黎智英否認控罪。控方獲准申請2名控方證人的匿名令，即2名證人在審訊中以X和Y表示。控方透露，大部分的控方案情獲辯方同意，本案有3條主要錄影片段，長達20分鐘，並將會傳召2名證人作供。辯方不爭議片段呈堂，並指或有1名辯方證人作供。辯方表示，本案早於2017年發生，互聯網上有報道相關事件，而被告於2018年8月中已得悉事件，並接受警方問話，直至2020年2月才被拘捕；辯方指被告在此期間出國約100多次，包括台灣和美國等，不得離港的保釋條件將大大影響被告的生活。裁判官將該案定於8月19日開審，審期為3日。黎准以港幣4,000元保釋候訊，但每周三須到警署報到並不得離港，居住在所報稱的地址及不得接觸控方證人。辯方一度提出上調保釋金額至港幣10萬元，以換取黎智英可以保釋期間離港，惟裁判官否決有關申請。
至於黎智英與李卓人、楊森被控非法集結罪，控罪指3人於2019年8月31日，在香港無合法權限或無合理辯解的情況下，明知而參與一個在違反香港法例第245章《公安條例》第13條的規定下的公眾遊行，而該遊行是根據《公安條例》第17A(2A)(a)條而屬未經批准集結。控方申請押後至5月18日，跟另一宗亦涉及本案3名被告，有關組織及參與未經批准的集結的案件一併處理。控方不反對3人擔保，但要求期間不得離港，及每周到警署報到1次。惟辯方反對控方要求，指案情顯示該遊行不涉暴力，控罪在公安條例下不算嚴重，未必會以判監處理。法官最終准予3人各以港幣1,000元擔保，不需守離境限制和到警署報到。
到2021年4月16日，黎智英判囚8個月，李卓人判囚6個月，而楊森判囚8個月，緩刑12個月。法官指，黎智英和李卓人就此案的判刑，有2個月刑期會跟從8月18日案件分期執行。黎智英、李卓人在8.18案被判囚12個月。換言之，黎智英和李卓人在兩案共判囚14個月。

#### 九龍案件
- 一名52歲黃姓家庭主婦在2019年8月31日在彌敦道與山東街交界阻礙依法執行職務的兩名警務人員，被控以「阻差辦公」罪。2020年2月28日於屯門裁判法院提堂，被告獲准以港幣1,000元現金保釋，期間不得離港，每星期一天到警署報到。案件押後至4月22日轉至西九龍裁判法院再訊。[63]

- 警方於2020年5月14日起訴當日拘捕11男3女，他們被控在深水埗警署附近參與暴動及藏有攻擊性武器等罪名，案件將於6月16日在九龍城裁判法院提堂，西九龍總區重案組繼續跟進調查案件，並追緝一名在逃男子。[64]警方再拘捕拒保的1男1女，2020年6月8日在東區裁判法院提堂。

- 一名19歲男學生在油塘邨富塘樓被警員搜出刀及噴漆，事隔3年被控在公眾地方無合法權限或合理辯解而攜有攻擊性武器罪及意圖在無合法辯解的情況下使用該物品，以摧毀或損壞屬於另一人的財產罪，以及管物品意圖摧毀財產罪。2022年5月11日在觀塘裁判法院提堂。被告暫毋須答辯，以待索取法律意見及控方文件。主任裁判官錢禮將案件押後至7月13日再訊，批准被告以2000港元保釋候訊。[65]其後被告認罪，2022年8月9日於東區裁判法院由裁判官劉淑嫻判刑。劉淑嫻指，案發時暴力示威升級，警方及其家屬成為「私了」對象，毫無疑問該把刀是用作示威，可作傷害他人用途，被告身上攜有其他示威者常見裝備，顯示涉案生果刀在有需要時可用作傷人，但考慮到被告被捕時的年紀及仍未參與非法集結，加上他在第一時間認罪，故接納報告建議，最終判處被告入勞教中心。[66][67]

- 16人被控在太子、油麻地站襲警、管武、非法禁錮等。當中一名25歲男子在旺角彌敦道 759 至 761 號因不滿放工後沒有地鐵回家而用腳踢警車，在車身右則留下約 6 寸凹痕。兩架警車的司機聽到巨響後上前拘捕被告，被控一項刑事毀壞罪。被告在警誡下認罪，向警員解釋「放工冇地鐵搭好嬲，發洩吓，俾次機會。」到2023年7月26日，九龍城裁判法院裁判官林子康考慮到被告警誡下即使承認控罪，案件沒有證據顯示被告與其他人一起行事，被告身上沒有任何武器或裝備，事後表現充份悔意，重犯性低，被判簽保守行為18個月。[68]

#### 油麻地，旺角及太子港鐵站衝突案
- 案中4人被警方起訴，2人分別被控各1項「公眾地方管有攻擊性武器」罪，指在油麻地站公眾地方，無合法權限或合理辯解而攜有攻擊性武器，即管有3個能發出鐳射光束的裝置；及在油麻地站月台公眾地方，無合法權限或合理辯解而攜有攻擊性武器，即管有一個能發出鐳射光束的裝置、一個錘子連一把摺刀、一把彈射器、64粒鋼珠、53粒塑膠珠及21粒波子。1人認罪，於2023年9月29日於九龍城裁判法院由裁判官林子康判刑；另1人不認罪，其案件排期至12月6日至7日審訊。

林子康稱，接納辯方所指，本案令被告人生蒙上重大污點，指他選擇用違法方式表達對社會的關注，又認為今次事件與被告過往的品格相違背。事發至今4年，明顯被告承受很大的精神壓力，接納延誤為減刑因素，且沒證據顯示被告有意使用或有使用鐳射筆，最終判囚3個月。被告步入羈留室時向旁聽席揮手。
另外案中1男1女被控「非法囚禁他人」罪，指他們於或約於2019年8月31日，在太子站月台及其他人士，非法囚禁張姓男子，對他造成不利，並違反其意願而將他禁錮。2人否認控罪，排期12月19日至 21日審訊，兩人續准保釋。
- 5名男子在事件3年半後被律政司起訴，分別被控襲警、阻差辦公及管有攻擊性武器等罪。5人否認控罪，經審訊後，2024年8月1日於九龍城裁判法院由裁判官陳志輝判處全部被告罪名成立，所有被告還押至8月15日判刑，陳志輝明言必定判處監禁。[71]

2024年8月15日，陳志輝判刑：
控方今在判刑前，就應裁判官要求呈交本案所涉及的8月31日油麻地、旺角及太子行動拘捕的64名人士的檢控資料，解釋因眾多案件均涉及大量重疊的證物、警員及速龍小隊警員等控方證人，因應現實制肘而要分開批次處理，因此本案被告於2023年5月才再次被捕及被起訴，強調已「盡力去做」，惟接受由被告首次被捕至被帶上法庭起訴之間有時差。
裁判官陳志輝判刑時指，首被告顧文軒以膠盾牌飛擲向警員，警員查沒有受傷是出於幸運，顧只是不能瞄準，考慮到膠盾牌的面積及有相當重量等因素，以15星期作為量刑起點；惟考慮顧背景良好、案件有延誤等情況，酌情減刑2星期，判囚13星期。
第3被告葉禮豪涉拉起另一正被制服的男子而阻差罪成，因於去年被重新拘捕，故選擇不接受大學的取錄；引述求情信指葉希望之後重新報讀大學，案發經過短促，亦幸有其他警員阻止等，以9星期作量刑起點，就案件延誤等因素酌情減刑2星期，判囚7星期。
第5被告蔡浩賢任職高級會所主任，在背景報告中否認曾做襲擊行為，希望案件能盡快完結後重新上路。代表律師就表示，案件至2023年5月才起訴，影響各被告的人生規劃，其僱主願在短時間服刑後讓他們復職。陳志輝指，已裁定被告當時以雨傘不斷襲擊警察，雨傘更被打至彎曲，被襲警員亦有受傷，決定以20星期作量刑起點，同樣因案件延誤等因素減刑2星期，判襲警罪成的被告入獄18星期。
就第6被告郭俊駒及第11被告鍾日傑涉管有雷射筆，陳官引述指前者現為採購經理，是家庭經濟支柱，因本案損失到新加坡工作的機會，其僱主願在服刑後讓他們復職；其妻因被告涉案遭停職並需接受紀律聆訊，考慮到被告一家可能會被撤銷紀律部隊宿舍等因素，以6個月監禁作量刑起點，酌情減刑3星期，判囚5個月1星期；陳官又引述被告鍾日傑的背景報告，指鍾表示自己清白，考慮沒有證據有使用涉案雷射筆，同以6個月監禁作量刑起點，考慮各種因素後酌情減刑2周，判囚5個月2星期。

#### 灣仔，銅鑼灣衝突案
警方起訴早前被捕的7人，他們被控暴動、非法集結、刑事損壞等罪。2020年7月17日於九龍城裁判法院提堂。但王姓攝影師及龍姓學生沒有出庭應訊。法庭遂發出通緝令。其中4人保釋，但不准離開香港，須交出旅遊證件，並在報稱地址居住，但控方未有要求往警署報到，以便準備安排往區域法院審理。另1名14歲被告將安排往少年庭審訊。9月29日，經過14日審訊，區域法院法官沈小民裁定社工陳虹秀當庭釋放，其餘案中被告涉嫌參與暴動表證成立。到同年10月31日，法官沈小民裁定餘下的7名被告暴動罪不成立。而第四被告另被控的一項在公眾地方管有攻擊性武器亦不成立。法官宣佈一刻，庭內隨即掌聲雷動，被告激動痛哭。法官沈小民在裁決理由解釋，認為當晚的情況在香港並不常見，對於某些人而言更可能是歷史時刻，不排除確實有人希望親身來見證，認為遮蓋容貌可以理解。同時認為警方將穿着黑衣的人任意視爲參與暴動的人，有機會冤枉無辜的市民，即使帶防護裝備也是無可厚非。
另外，25歲楊姓護理員及20歲湯姓女學生亦被控暴動罪，控罪指2人於2019年8月31日，在灣仔軒尼斯道近天樂里參與暴動。楊另加被控無牌管有無線電工具罪，他被查獲管有一個無線電收發機，湯則另被控管有攻擊性武器罪，即一個能發出鐳射光束的裝置。裁判官控方申請，二人獲准以港幣1萬元擔保外出，其間須守宵禁令、不准離港、每週到警署報到及居住在報稱地址。案件押後至7月7日，以轉介至區域法院處理。到2021年8月23日，區域法院法官李俊文指控方沒有任何直接證據證明兩名被告在案發時間曾參與或在場鼓勵他人參與暴動，而警員指女學生背包中搜出鐳射筆的證供有矛盾。法官又提到首被告作為急救員，是有合理目的在現場提供救護服務，並非參與暴動。最終裁定兩人暴動罪及女學生的在公眾地方管有攻擊性武器罪均不成立。女學生申請訟費獲批，而男護理員因承認一項無牌管有無線電通訊器具罪，判罰2000元。
律政司不服裁決，以案件呈述方式就兩案提出上訴，並於2021年12月引用《區域法院條例》第 84 條獲法庭批出拘捕令，重新拘捕陳虹秀及其餘13名獲裁定無罪的被告。該條例賦予警方及法庭權力，將控方提出案件呈述方式上訴後，將答辯人逮捕和帶到法庭，以押交監獄或處理保釋。根據司法機構網頁，案件排期於2023年1月17日在上訴庭處理，預計需時2天。
律政司指原審法官-區域法院法官沈小民，於2020年9月裁決時指，即使接納控方所有證供，給予最有利的考慮，陳虹秀當晚的言論及作為，都不足以構成非法集結，更遑論參與暴動，遂裁定陳虹秀的控罪表證不成立，兼得訟費。沈小民在裁定其餘7人無罪時提到，被告逃跑不一定因為畏罪，也不應將穿黑衣的人隨意視為參與暴動，認為選擇服飾的顏色是個人喜好，帶備「豬嘴」、口罩、眼罩或手套等保護自己亦無可厚非，不能排除被告等人是希望到場「見證這難得的歷史時刻」，認為控方未能在毫無合理疑點下證明暴動罪。據悉入境紀錄顯示該9人均已離港。
到2023年1月18日，案件在高院上訴庭續審。答辯方表示，片段顯示陳虹秀只是出現在現場數秒及觀察，不能證明她與其他人集結，又提到本案發生至今相距4年，證人的記憶模糊；認為本案證據薄弱，不應浪費時間將案件發還重審。不過法官彭寶琴質疑，辯方對集結的理解過於狹窄，指出若有三、四個人各自在角落，佔據數條街、十條街，或一人佔據一條街，即使每人只身處一個角落，均懷有破壞社會安寧的目的。首席法官潘兆初亦舉出例子，問及若有人身處一定距離，但使用擴音器指揮暴動，是否屬於參與暴動？辯方大律師稱「傾向同意」，但重申仍然要審視涉案人士的衣著、逗留現場的時間等。律政司一方則回應指，案件一旦重審，控方亦需重新舉證，認為答辯方說法缺乏基礎，並重申法庭要考慮司法程序及「大公義」，作出合乎公義的命令。3 名上訴庭法官聽取陳詞後，表示將於 6 個月內頒下判詞。各答辯人續准保釋，報到時間獲准減至每月一次。
針對4名有出庭的答辯人，包括陳虹秀等3人，上訴庭在2023年7月14日裁定律政司上訴得直，撤銷4人無罪裁決，下令發還區院由另一法官重審。另外9名早前已離境的答辯人，由於文件未能按法律要求送達眾人，法庭撤銷律政司的上訴。上訴庭批評原審法官處理證據上嚴重犯錯，在缺乏證據下作出各種有利於辯方的臆測，裁決有違常理，沒有充分考慮整體證據及掌握全貌。分析證據亦流於偏頗，脫離現實，事實裁斷站不住腳。法庭強調，針對已離港 9 人，若非因文件沒妥為送達而令上訴未能展開，必然會批准律政司上訴得直。陳虹秀在庭外表示，早有罪成的心理準備，當初決定不離開香港，亦已預計會被收起旅遊證件，有機會被發還重審。反而是程序上「嗰種拖住」，對於年輕人而言非常不理想，她本人則「年紀大無所謂」。陳笑指，若然當時被裁定罪成，或許已差不多完成服刑，現時案件須重新排期，相信會為年輕被告帶來很大的心理壓力。
- 1名25歲男子於2019年8月31日，在香港灣仔軒尼詩道近天樂里一帶連同其他身分不詳的人參與暴動。被警方以暴動罪拘捕，2023年10月3日於九龍城裁判法院首度提堂。裁判官應控方要求，押後 11 月 27 日再訊，以候控方準備申請文件、轉介本案至區域法院處理。辯方申請保釋，控方不反對，官准被告以1萬元擔保，期間不得離港、交出所有旅遊證件及須守宵禁令等。[82]

在銅鑼灣被捕的19人中有18至42歲的16人於9月2日在西九龍裁判法院提堂，包括42歲女社工陳虹秀；但有3人留院，因此只有13人提堂；他們被分為3案處理，控罪分別指3批被告於8月31日，在灣仔軒尼斯道修頓遊樂場一帶、銅鑼灣軒尼詩道500號一帶及百德新街一帶，連同其他人參與暴動。
控方指，各被告暫時毋須答辯，亦不反對各被告保釋，但要求各被告遵守宵禁令。有辯方律師質疑控方所提出晚10朝6的宵禁令不合適，希望法庭考慮不需宵禁令，或推遲時段，更有律師明言「大眾運輸交通工具有暫停服務的可能」，又質疑案發時間為晚上8時，並非宵禁所涵蓋的時段。
裁判官最終批准各被告毋須遵守宵禁令，只需以港幣5,000元保釋候訊，期間不得離港，案件押後至10月21日再訊。陳虹秀昨獲釋後於庭外質疑警方不理解社工在衝突現場的工作，香港社會服務聯會發言人則表示強烈憤怒，同時對警方這種不合比例的檢控，表示極度震驚。
另外同日提堂的有33歲報稱文員的鍾姓被告，他於8月31日被捕，被控1項藏有攻擊性武器罪，控罪指他當時在太子港鐵站藏有1個彈弓及48顆螺絲帽，他獲准保釋至11月22日再訊。
另有兩名分別13及15歲的男童亦於同日提堂，據了解，警方擬就15歲男童申請保護令，有關申請押後至10月14日處理，以待社工報告，而13歲男童則已被落案起訴，案件押後至11月22日再訊。
1名18歲香港浸會大學學生的葉姓被告也在同日提堂，他被控暴動罪。控罪指被告在軒尼詩道500號，亦即希慎廣場附近參與暴動。控方指控被告案發日涉嫌參與暴動外，他更疑聯同其他3人向警方投擲汽油彈，由於案情嚴重，反對其保釋外出。但辯方則指當時有4名示威者向警方投擲汽油彈，他聲稱被告只是站在4人附近，並無指控被告曾投擲汽油彈，認為就此將被告還柙，對仍是學生的被告並不公平。考慮過相關陳辭後，裁判官准葉姓被告與其他12名被告一樣，以港幣5,000元現金保釋候訊，不須守宵禁令及每周只要到警署報到1次，但均不可離港及要住在報稱地址。案件押後至10月21日再訊。
1名出院的23歲鄒姓被告於2019年9月3日在西九龍裁判法院提堂，他被控1項暴動罪，指他於本年8月31日在銅鑼灣百德新街一帶，連同其他人參與暴動。他毋須答辯，案件押後至10月以待警方進一步調查。被告獲准以港幣5,000元保釋外出，不可離港，要交出所有旅遊證件，逢周一到荃灣警署報到。案件押後至10月21日再訊。
2名出院的20歲學生的郭姓被告及39歲維修工的陳姓被告於2019年9月3日下午在西九龍裁判法院提堂，2人各被控1項暴動罪，控罪指被告於今年8月31日，連同其他人在銅鑼灣百德新街一帶參與暴動。女被告今由資深大律師潘熙代表，男被告由大律師温浚佑代表。控方申請押後案件，以待進一步調查，並不反對被告保釋，但沒有提及宵禁令。裁判官押後案件至10月21日再訊，批准兩人以港幣5,000元保釋，不得離港，每周到警署一次。
10月21日，第二次提堂，控方將16名被告分成3案處理，第1宗涉及5男3女，年齡介乎18至42歲，包括「陣地社工」陳虹秀，他們全被控1項暴動罪，指他們在8月31日在灣仔修頓遊樂場一帶，連同其他人參與暴動。第2宗暴動案，18歲學生的葉姓被告，報稱，被控1項暴動罪，指他於8月31日在銅鑼灣軒尼詩道500號一帶，連同其他人參與暴動。第3宗涉及6男1女被告，年齡介乎21至39歲，包括1名33歲、屬朝鮮籍的男被告金君卿，報稱商人。全部7名被告共同被控一項暴動罪，指他們於今天8月31日在銅鑼灣一帶，連同其他人參與暴動。
控方申請將3案押後8星期，包括為合共68名證人錄取口供、檢視閉路電視片段、警員錄影影像等。另外亦要檢驗22個汽油彈，至少需時5星期。又申請禁足令，指銅鑼灣及灣仔一帶，多次舉行社會運動後演變成衝突及暴力事件，要求被告禁足波斯富街、軒尼詩道、東角道等街道，遭裁判官拒絕。資深大律師潘熙反對押後八星期，只接受押後二至四星期。根據現有案情，他稱大部份被告沒有實際指控，裁判官仍然准案押後至12月10日再訊。
社工陳虹秀的代表律師申請更改報到時間，指她工作不定時，又要到不同地區開會。裁判官批准她如更改報到時間，須於24小時前通知警方。另一被告亦獲准離港，到日本工作。

12月10日，第三次提堂，控方申請將案件押後至2020年1月8日和1月20日再訊，獲裁判官批准，16人獲准繼續保釋。
2020年1月8日，第四次提堂，控方申請包括陳虹秀在內的15名被告轉介區域法院，案件押後至1月23日再訊，保釋條件不變。而葉姓被告案件於1月20日再訊。

7人否認於銅鑼灣一帶參與暴動，經審訊後，到2020年12月28日，區域法院法官姚勳智裁定25歲的首被告暴動罪及無牌管有無線電通訊器具罪成，其餘6名被告裁定無罪。不過律政司高級助理刑事檢控專員周天行在2021年1月4日致函區域法院，指法官裁定其中四名被告脫罪時法律觀點出錯，未有正確、充分及全盤考慮分析案件所有證據。到2021年1月18日，區域法院法官姚勳智裁定一名25歲的男子暴動罪及無牌管有無線電通訊器具罪成判刑，更指明他不是義務急救人員。雖然控方承沒有任何片段證明7名被告參與暴動，不過法官認為他們必然參與早前的暴動，並一起逃避追捕。他也引述案例指出「暴動嚴重不單單在被告，而是整個群體的所為」，最終以沒有其他減刑理由而監禁4年，同時需就無牌管有無線電一罪罰款港幣5,000元。裁決公佈後，庭上多人痛哭。其後被告在2022年7月28日就「暴動」定罪向高院上訴庭申請上訴許可。申請方指被告並非在暴動現場被捕。而他當日只是擔任急救員，也沒有蒙面。不過上訴庭法官彭偉昌質疑「急救員唔可以參與暴動㗎咩？」，質疑幫助同一陣營和受催淚煙影響的人洗眼，也算是支持與鼓勵，又指他不是聖約翰救傷隊隊員。彭寶琴亦提出相似質疑，認為符合《盧建民案》所列的暴動控罪元素。律政司指被告並非聖約翰救傷隊等的「真正」急救員，又認為急救員亦非「免死金牌」。到同年8月31日，高等法院上訴庭法官彭偉昌頒下判詞，指出上訴理由無一成立，判詞指暴動中擔任急救員並非有效辯護理由，「救人不等如中立」，又認為自我定位隨時可以改變。即使被告自我定位為急救員，但只要行為符合暴動罪元素，已經屬參與暴動，裁定原審並無犯錯。最終駁回上訴申請。
最後涉及一名20歲男生的暴動案，在2021年3月9日於區域法院裁決，男生否認控罪。法官姚勳智指出，案發時所有片段都無法看到被告有進行任何破壞社會安寧的行為，質疑警員的觀察難以完全安穩地信賴，加上當時現場混亂，裁定男生罪名不成立。

#### 2個月集會 （2019年10月31日）
警方拘捕1名年齡不明，報稱地盤工人的黃姓男子，他被控在旺角砵蘭街與運動場道交界，無合法辯解而損壞屬於香港特別行政區政府一輛無標記的警察車輛，遭控「刑事損壞」罪，案件12月18日在西九龍裁判法院提堂。辯方申請押後案件，以索取控方文件及向被告提供法律意見。裁判官照准，並將案押後至2020年1月30日再訊。被告獲准以港幣3,000元現金保釋，惟其間不得離港，亦須遵守宵禁令及禁足令，不得踏入圍繞砵蘭街、水渠道、花園街及界限街的範圍。
警方拘捕1名男子，他被控1項襲警罪，2020年4月25日在西九龍裁判法院提訊，控罪指18歲李姓被告於2019年10月31日，在旺角彌敦道與荔枝角道交界的康民角，襲擊執行職責的警員A。據悉，事發現場當時約有100人聚集，警方設起防線，被告突然上前用手推涉事警員，導致該名警員失去平衡和褪後了一步。被告暫時毋須答辯，獲准以現金港幣1,000港元保釋，要守宵禁令和禁止進入事發現場一帶。案件押後至6月1日再提訊。
警方起訴1名女子，2020年4月27日於九龍城裁判法院提堂。19歲吳姓游泳教練，被控於2019年11月1日在九龍亞皆老街98號富都大廈外管有一柄槌子；及同年10月31日由牛頭角港鐵站到鑽石山站沒有繳付車費，即使用一張長者八達通乘車。她被控以涉管有攻擊性武器及違反《港鐵附例》共兩罪。被告暫毋須答辯，獲准保釋，其間要守宵禁令、不准離港及每周到警署報到一次。案件押後至6月22日再訊。

#### 半周年集會 （2020年2月29日）
- 警方拘捕3名男子，同控以縱火罪，分兩案處理。2020年3月2日在西九龍裁判法院提堂，3名被告分別是42歲無業的鄧姓被告，31歲報稱教師的荷蘭籍被告及17歲報稱學生的莊姓被告。控罪指鄧姓被告和荷蘭籍被告於2020年2月29日，在旺角山東街與洗衣街交界無合法辯解而用火損壞屬於香港政府的1個垃圾桶。而莊姓被告於2020年3月1日，在旺角花園街與豉油街交界無合法辯解而用火損壞屬於香港政府的1個垃圾桶。暫毋須答辯。控方今天申請將兩案押後，以待警方進一步調查，包括翻查閉路電視及檢驗被告的手提電話。3名被告今暫毋須答辯，控方反對各被告保釋。裁判官將兩宗案件押後至4月27日再訊，3名被告的保釋申請被拒，須還押候訊。[98][99]

其後莊姓被告於3月20日在高等法院申請保釋獲批，包括港幣1萬元現金、被告老師港幣2萬元人事擔保、不得離港、每日早、晚到指定警署報到、晚上10時至翌晨6時宵禁令、以及禁足令，不得踏足旺角警署一帶範圍。
- 1名19歲鈕姓VTC學生被控襲警罪，2020年3月2日在西九龍裁判法院提堂，控罪指被告在2月29日於旺角奶路臣街近彌敦道交界襲擊警務人員。控方指事發時該警員穿著寫有「香港警察」的背心，一落車就被箍頸、推倒，繼而被十多人包圍。人群不斷向他掟磚、雨傘等，被告則向警員掟水瓶，又將長約兩米的竹枝指向警員，過程有片段拍下。遇襲警員當時和被告相距四至五米，目睹被告犯案。警員其後拔槍示警，被告和其他人被捕。控方指，遇襲警員身上有多處瘀青，腳踝及手肘疑有骨折。控方申請將案件押後至5月11日，以待索取案發閉路電視片段及翻查網上片段。被告申請保釋，遭裁判官拒絕，需還押。[101]

2021年5月3日，鈕姓VTC學生於區院承認一項暴動罪，另一項襲警罪則留於法庭存檔。法官姚勳智將案件押後至5月24日求情及判刑，以待索取背景報告，被告還柙候判。
- 3名男子分別於2020年2月29日在旺角西洋菜南街近豉油街附近，與其他人襲擊在正當執行職務的偵緝警員34731；於上述同日同地意圖襲擊偵緝警員34731；方則被控在同日同地偷竊一個警察頭盔。分別控告襲警、意圖襲警及盜竊等3罪，2022年6月23日於在西九龍裁判法院提堂，3名被告暫毋須答辯，裁判官屈麗雯應辯方要求，以待索取法律意見，批准各被告以500至5,000港元保釋候訊，其間不准離港及須每星期到警署報到一次。案件押後至4月20日再訊。[103]

## 各界回應

### 香港政府
政府發言人嚴厲譴責激進示威者曾向政府總部、立法會大樓和警察總部投擲多枚汽油彈。香港行政長官林鄭月娥表示會向中共總書記習近平及中央反映香港社會上，出現反對全國人大常委會「831」政改框架的聲音。

### 香港警務處
香港警務處表示，对示威者在香港多区非法集结，政府建筑物大规模投掷汽油弹，肆意袭击警务人员，破坏地铁车站的行为予以最严厉谴责。西九龍總區署理高級警司（刑事）徐淑儀表示，在太子站行動中共拘捕63人，當中年紀最輕僅13歲，警方在其身上搜出兩支汽油彈及火機。

### 國際特赦組織
國際特赦組織香港分會指警方在太子站的執法遠低於國際標準。警方的表現突顯出成立獨立調查委員會的必要。